# Lista monumentelor istorice din județul Giurgiu

Simbol utilizat în România pentru monumentele istorice

Lista monumentelor istorice din județul Giurgiu cuprinde monumentele istorice din județul Giurgiu înscrise în Patrimoniul cultural național al României. Lista completă este menținută și actualizată periodic de către Ministerul Culturii, Cultelor și Patrimoniului Național din România, ultima versiune datând din 2015.

| Cod LMI                                             | Denumire | Localitate                                      | Localizare | Datare, Creatori                                                            | Imagine               | Erori             |
| --------------------------------------------------- | --- | ----------------------------------------------- | --- | --------------------------------------------------------------------------- | --------------------- | ----------------- |
| GR-I-s-A-14756 (RAN: 100530.01)                     | Cetatea Giurgiu | municipiul Giurgiu                              | Pe malul stâng al Brațului Sf. Gheorghe, la V de Șoseaua Portului 43.95°N 25.875°E | sec. XIV-XVIII, Epoca medievală                                             | Alte imagini          | Raportează eroare |
| GR-I-s-A-14757 (RAN: 100530.02)                     | Situl arheologic de la Giurgiu, punct „Malu Roșu” | municipiul Giurgiu                              | „Malu Roșu”, la cca. 1 km NE de Vama Giurgiu 43.91667°N 26°E |                                                                             | Încarcă foto \| video | Raportează eroare |
| GR-I-m-A-14757.01 (RAN: 100530.02.01)               | Așezare | municipiul Giurgiu                              | „Malu Roșu”, la cca. 1 km NE de Vama Giurgiu 43.91667°N 26°E | Paleolitic superior                                                         | Încarcă foto \| video | Raportează eroare |
| GR-I-m-A-14757.02 (RAN: 100530.02.05)               | Așezare | municipiul Giurgiu                              | „Malu Roșu”, la cca. 1 km NE de Vama Giurgiu 43.91667°N 26°E | Paleolitic inferior                                                         | Încarcă foto \| video | Raportează eroare |
| GR-I-s-B-14758 (RAN: 100790.01)                     | Situl arheologic de la Adunații Copăceni, punct „Dăneasca” | sat Adunații Copăceni; comuna Adunații Copăceni | „Dăneasca”, în partea de N a satului 44.28333°N 26.08333°E |                                                                             | Încarcă foto \| video | Raportează eroare |
| GR-I-m-B-14758.01 (RAN: 100790.01.06)               | Așezare | sat Adunații Copăceni; comuna Adunații Copăceni | „Dăneasca”, în partea de N a satului 44.28333°N 26.08333°E | Epoca medievală                                                             | Încarcă foto \| video | Raportează eroare |
| GR-I-m-B-14758.02 (RAN: 100790.01.02)               | Așezare | sat Adunații Copăceni; comuna Adunații Copăceni | „Dăneasca”, în partea de N a satului 44.28333°N 26.08333°E | Latène, geto-dacică                                                         | Încarcă foto \| video | Raportează eroare |
| GR-I-m-B-14758.03 (RAN: 100790.01.01, 100790.01.03) | Așezare | sat Adunații Copăceni; comuna Adunații Copăceni | „Dăneasca”, în partea de N a satului 44.28333°N 26.08333°E | Epoca bronzului, Cultura Glina; Tei, faza IV                                | Încarcă foto \| video | Raportează eroare |
| GR-I-s-B-14759 (RAN: 101010.01)                     | Așezare | sat Băneasa; comuna Băneasa                     | „Dealul lui Coadă”, la cca. 0,5 km E de sat 44°N 26.10833°E | Epoca fierului                                                              | Încarcă foto \| video | Raportează eroare |
| GR-I-s-B-14760 (RAN: 104993.01)                     | Situl arheologic de la Bila, punct „La Fântână” | sat Bila; comuna Schitu                         | „La Fântână”, la cca. 1,5 km SE de sat 44.15°N 25.83333°E |                                                                             | Încarcă foto \| video | Raportează eroare |
| GR-I-m-B-14760.01 (RAN: 104993.01.04)               | Așezare | sat Bila; comuna Schitu                         | „La Fântână”, la cca. 1,5 km SE de sat 44.15°N 25.83333°E | Epoca medievală timpurie                                                    | Încarcă foto \| video | Raportează eroare |
| GR-I-m-B-14760.02 (RAN: 104993.01.03)               | Așezare | sat Bila; comuna Schitu                         | „La Fântână”, la cca. 1,5 km SE de sat 44.15°N 25.83333°E | sec. IV p. Chr.                                                             | Încarcă foto \| video | Raportează eroare |
| GR-I-m-B-14760.03 (RAN: 104993.01.02)               | Așezare | sat Bila; comuna Schitu                         | „La Fântână”, la cca. 1,5 km SE de sat 44.15°N 25.83333°E | sec. III-II a. Chr., Latène                                                 | Încarcă foto \| video | Raportează eroare |
| GR-I-m-B-14760.04 (RAN: 104993.01.01)               | Așezare | sat Bila; comuna Schitu                         | „La Fântână”, la cca. 1,5 km SE de sat 44.15°N 25.83333°E | Epoca bronzului timpuriu, Cultura Glina                                     | Încarcă foto \| video | Raportează eroare |
| GR-I-s-B-14761 (RAN: 104993.02)                     | Situl arheologic de la Bila, punct „Grajdurile C. A.P.” | sat Bila; comuna Schitu                         | „Grajdurile CAP”, la cca. 500 m NV de grajdurile fostului CAP |                                                                             | Încarcă foto \| video | Raportează eroare |
| GR-I-m-B-14761.01 (RAN: 104993.02.02)               | Așezare | sat Bila; comuna Schitu                         | „Grajdurile CAP”, la cca. 500 m NV de grajdurile fostului CAP 44.13334°N 25.8°E | Epoca medievală timpurie, Cultura Dridu                                     | Încarcă foto \| video | Raportează eroare |
| GR-I-m-B-14761.02 (RAN: 104993.02.01)               | Așezare | sat Bila; comuna Schitu                         | „Grajdurile CAP”, la cca. 500 m NV de grajdurile fostului CAP 44.13334°N 25.8°E | sec. IV p. Chr.                                                             | Încarcă foto \| video | Raportează eroare |
| GR-I-s-B-14762 (RAN: 104993.03)                     | Situl arheologic de la Bila, punct „La Cimitir” | sat Bila; comuna Schitu                         | „La Cimitir”, la E de cimitir |                                                                             | Încarcă foto \| video | Raportează eroare |
| GR-I-m-B-14762.01 (RAN: 104993.03.02)               | Așezare | sat Bila; comuna Schitu                         | „La Cimitir”, la E de cimitir 44.13334°N 25.80833°E | Epoca romană                                                                | Încarcă foto \| video | Raportează eroare |
| GR-I-m-B-14762.02 (RAN: 104993.03.01)               | Așezare | sat Bila; comuna Schitu                         | „La Cimitir”, la E de cimitir 44.13334°N 25.80833°E | Hallstatt                                                                   | Încarcă foto \| video | Raportează eroare |
| GR-I-s-B-14763 (RAN: 104537.01)                     | Situl arheologic de la Braniștea, punct „Măgura Mare” | sat Braniștea; comuna Oinacu                    | „Măgura Mare”, lângă brațul Comasca, la S de sat, în apropiereacimitirului |                                                                             | Încarcă foto \| video | Raportează eroare |
| GR-I-m-B-14763.01 (RAN: 104537.01.04)               | Așezare | sat Braniștea; comuna Oinacu                    | „Măgura Mare”, lângă brațul Comasca, la S de sat, în apropiereacimitirului 43.95°N 26.05°E | sec. IV p. Chr., Epoca romană                                               | Încarcă foto \| video | Raportează eroare |
| GR-I-m-B-14763.02 (RAN: 104537.01.05)               | Necropolă | sat Braniștea; comuna Oinacu                    | „Măgura Mare”, lângă brațul Comasca, la S de sat, în apropierea cimitirului 43.95°N 26.05°E | sec. IV p. Chr.                                                             | Încarcă foto \| video | Raportează eroare |
| GR-I-m-B-14763.03 (RAN: 104537.01.03)               | Așezare | sat Braniștea; comuna Oinacu                    | „Măgura Mare”, lângă brațul Comasca, la S de sat, în apropierea cimitirului 43.95°N 26.05°E | Hallstatt                                                                   | Încarcă foto \| video | Raportează eroare |
| GR-I-m-B-14763.04 (RAN: 104537.01.02)               | Așezare | sat Braniștea; comuna Oinacu                    | „Măgura Mare”, lângă brațul Comasca, la S de sat, în apropiereacimitirului 43.95°N 26.05°E | Epoca bronzului, Cultura Tei, faza III                                      | Încarcă foto \| video | Raportează eroare |
| GR-I-m-B-14763.05 (RAN: 104537.01.01)               | Așezare | sat Braniștea; comuna Oinacu                    | „Măgura Mare”, lângă brațul Comasca, la S de sat, în apropiereacimitirului 43.95°N 26.05°E | Neolitic, Cultura Boian; cultura Gumelnița                                  | Încarcă foto \| video | Raportează eroare |
| GR-I-s-B-14764 (RAN: 101680.01)                     | Așezarea de tip tell de la Brăniștari, punct „La Popina” | sat Brăniștari; comuna Călugăreni               | „La Popina”, la SE de sat 44.16667°N 26.05°E | Neolitic, Cultura Boian; Cultura Gumelnița                                  | Încarcă foto \| video | Raportează eroare |
| GR-I-s-B-14765 (RAN: 101680.02)                     | Situl arheologic de la Brăniștari, punct „Gropile lui Sulă” | sat Brăniștari; comuna Călugăreni               | „Gropile lui Sulă” |                                                                             | Încarcă foto \| video | Raportează eroare |
| GR-I-m-B-14765.01 (RAN: 101680.02.02)               | Așezare | sat Brăniștari; comuna Călugăreni               | „Gropile lui Sulă”, la 1 km E de sat 44.28333°N 26.08333°E | Epoca medievală timpurie                                                    | Încarcă foto \| video | Raportează eroare |
| GR-I-m-B-14765.02 (RAN: 101680.02.01)               | Așezare | sat Brăniștari; comuna Călugăreni               | „Gropile lui Sulă”, la 1 km E de sat 44.28333°N 26.08333°E | Neolitic, Cultura Boian; Cultura Gumelnița                                  | Încarcă foto \| video | Raportează eroare |
| GR-I-s-B-14766 (RAN: 101387.01)                     | Așezarea de tip tell de la Bucșani, punct „La pod” | sat Bucșani; comuna Bucșani                     | „La pod”, la marginea satului, în stânga șoselei dinspre Vadu Lat 44.35859°N 25.66877°E | Neolitic, Cultura Gumelnița                                                 |                       | Raportează eroare |
| GR-I-s-B-14767 (RAN: 104859.01)                     | Situl arheologic de la Cartojani, punct „La Carieră” | sat Cartojani; comuna Roata de Jos              | „La Carieră” |                                                                             | Încarcă foto \| video | Raportează eroare |
| GR-I-m-B-14767.01 (RAN: 104859.01.02)               | Așezare | sat Cartojani; comuna Roata de Jos              | „La Carieră”, la cca. 1 km N de sat 44.46667°N 25.54167°E | Latène                                                                      | Încarcă foto \| video | Raportează eroare |
| GR-I-m-B-14767.02 (RAN: 104859.01.01)               | Așezare | sat Cartojani; comuna Roata de Jos              | „La Carieră”, la cca. 1 km N de sat 44.46667°N 25.54167°E | Epoca bronzului, Cultura Tei, faza III                                      | Încarcă foto \| video | Raportează eroare |
| GR-I-s-B-14768 (RAN: 104859.02)                     | Așezare | sat Cartojani; comuna Roata de Jos              | „La Troiță”, în vatra satului 44.46667°N 25.48333°E | Epoca bronzului, Cultura Glina; Cultura Tei                                 | Încarcă foto \| video | Raportează eroare |
| GR-I-s-B-14769 (RAN: 103210.01)                     | Situl arheologic de la Cetățuia | sat Cetățuia; comuna Găujani                    | La ieșirea din sat către Găujani, pe terasa mijlocie a gârlei Pasărea |                                                                             | Încarcă foto \| video | Raportează eroare |
| GR-I-m-B-14769.01 (RAN: 103210.01.02)               | Așezare | sat Cetățuia; comuna Găujani                    | La ieșirea din sat către Găujani, pe terasa mijlocie a gârlei Pasărea 43.75°N 25.75°E | sec. X-XI, Epoca medievală timpurie                                         | Încarcă foto \| video | Raportează eroare |
| GR-I-m-B-14769.02 (RAN: 103210.01.01)               | Așezare | sat Cetățuia; comuna Găujani                    | La ieșirea din sat către Găujani, pe terasa mijlocie a gârlei Pasărea 43.75°N 25.75°E | sec. III-IV, Epoca daco-romană                                              | Încarcă foto \| video | Raportează eroare |
| GR-I-s-B-14770 (RAN: 101993.01)                     | Situl arheologic de la Clejani, punct „La Carieră” | sat Clejani; comuna Clejani                     | „La Carieră”, la 500 m E de sat 44.325°N 25.65833°E |                                                                             | Încarcă foto \| video | Raportează eroare |
| GR-I-m-B-14770.01                                   | Așezare | sat Clejani; comuna Clejani                     | „La Carieră”, la 500 m E de sat | Hallstatt                                                                   | Încarcă foto \| video | Raportează eroare |
| GR-I-m-B-14770.02                                   | Așezare | sat Clejani; comuna Clejani                     | „La Carieră”, la 500 m E de sat | Epoca bronzului timpuriu, Cultura Glina III și Cultura Tei                  | Încarcă foto \| video | Raportează eroare |
| GR-I-s-B-14771 (RAN: 102115.01)                     | Situl arheologic de la Comana, punct „Dealul Morții” | sat Comana; comuna Comana                       | „Dealul Morții”, la NE de sat, pe valea Goii |                                                                             | Încarcă foto \| video | Raportează eroare |
| GR-I-m-B-14771.01 (RAN: 102115.01.02)               | Așezare | sat Comana; comuna Comana                       | „Dealul Morții”, la NE de sat, pe valea Goii 44.18333°N 26.13333°E | Epoca bronzului timpuriu, Cultura Glina III                                 | Încarcă foto \| video | Raportează eroare |
| GR-I-m-B-14771.02 (RAN: 102115.01.01)               | Așezare | sat Comana; comuna Comana                       | „Dealul Morții”, la NE de sat, pe valea Goii 44.18333°N 26.13333°E | Neolitic, Cultura Boian; Cultura Gumelnița                                  | Încarcă foto \| video | Raportează eroare |
| GR-I-s-B-14772 (RAN: 102115.02)                     | Așezarea de la Comana, punct „Valea lui Moș Ion” | sat Comana; comuna Comana                       | „Valea lui Moș Ion”, la V de pădurea Comana 44.18333°N 26.13333°E | Neolitic, Cultura Boian; Cultura Gumelnița                                  | Încarcă foto \| video | Raportează eroare |
| GR-I-s-B-14773 (RAN: 102115.03)                     | Situl arheologic de la Comana, punct „Puțul Popii” | sat Comana; comuna Comana                       | „Puțul Popii” |                                                                             | Încarcă foto \| video | Raportează eroare |
| GR-I-m-B-14773.01 (RAN: 102115.03.02)               | Așezare | sat Comana; comuna Comana                       | „Puțul Popii”, la 300 m N de sat 44.18333°N 25.13333°E | Epoca bronzului, Cultura Tei, faza IV                                       | Încarcă foto \| video | Raportează eroare |
| GR-I-m-B-14773.02 (RAN: 102115.03.01)               | Așezare | sat Comana; comuna Comana                       | „Puțul Popii”, la 300 m N de sat 44.18333°N 25.13333°E | Neolitic, Cultura Boian; Cultura Gumelnița                                  | Încarcă foto \| video | Raportează eroare |
| GR-I-s-B-14774 (RAN: 102115.04)                     | Așezarea de la Comana, punct „Valea Goii” | sat Comana; comuna Comana                       | Măgura de pe „Valea Goii”, la N de sat 44.2°N 25.15°E | Neolitic, Cultura Boian; Cultura Gumelnița                                  | Încarcă foto \| video | Raportează eroare |
| GR-I-s-B-14775 (RAN: 102366.01)                     | Așezarea de la Crevedia Mică, punct „Podeț” | sat Crevedia Mică; comuna Crevedia Mare         | „Podeț”, la cca. 500 m de intersecția șoselei spre București cu cea spre Găești 44.44167°N 25.60833°E                                                                                            | Latène, geto-dacică                                                         | Încarcă foto \| video | Raportează eroare |
| GR-I-s-B-14776 (RAN: 102455.01)                     | Situl arheologic de la Daia, punct „Valea Fântânilor” | sat Daia; comuna Daia                           | La cca. 2 km NV de sat, pe Valea Fântânilor |                                                                             | Încarcă foto \| video | Raportează eroare |
| GR-I-m-B-14776.01 (RAN: 102455.01.02)               | Așezare | sat Daia; comuna Daia                           | La cca. 2 km NV de sat, pe Valea Fântânilor 44°N 25.96667°E | sec. III - II a. Chr., Latène                                               | Încarcă foto \| video | Raportează eroare |
| GR-I-m-B-14776.02 (RAN: 102455.01.01)               | Așezare | sat Daia; comuna Daia                           | La cca. 2 km NV de sat, pe Valea Fântânilor 44°N 25.96667°E | Hallstatt                                                                   | Încarcă foto \| video | Raportează eroare |
| GR-I-s-B-14777 (RAN: 102455.02)                     | Situl arheologic de la Daia, punct „Valea Făgădău” | sat Daia; comuna Daia                           | „Valea Făgădău”, la cca. 500 m V față de sat 43.96667°N 25.96667°E |                                                                             | Încarcă foto \| video | Raportează eroare |
| GR-I-m-B-14777.01                                   | Așezare | sat Daia; comuna Daia                           | „Valea Făgădău”, la cca. 500 m V față de sat | sec. VIII - IX, Epoca migrațiilor                                           | Încarcă foto \| video | Raportează eroare |
| GR-I-m-B-14777.02                                   | Așezare | sat Daia; comuna Daia                           | „Valea Făgădău”, la cca. 500 m Vfață de sat | sec. III - II a. Chr., Latène                                               | Încarcă foto \| video | Raportează eroare |
| GR-I-m-B-14777.03                                   | Așezare | sat Daia; comuna Daia                           | „Valea Făgădău”, la cca. 500 m V față de sat | Epoca bronzului mijlociu, Cultura Tei, faza IV                              | Încarcă foto \| video | Raportează eroare |
| GR-I-s-B-14778 (RAN: 100807.01)                     | Situl arheologic de la Dărăști-Vlașca | sat Dărăști-Vlașca; comuna Adunații Copăceni    | La cca. 700 m E de sat, de o parte și de alta a șoselei spre Mihăilești, până la malul Argeșului                                                                                                 |                                                                             | Încarcă foto \| video | Raportează eroare |
| GR-I-m-B-14778.01 (RAN: 100807.01.03)               | Așezare | sat Dărăști-Vlașca; comuna Adunații Copăceni    | La cca. 700 m E de sat, de o parte și de alta a șoselei spre Mihăilești, până la malul Argeșului 44.28333°N 26.05°E                                                                              | Epoca medievală timpurie, Cultura geto-dacică                               | Încarcă foto \| video | Raportează eroare |
| GR-I-m-B-14778.02 (RAN: 100807.01.02)               | Așezare | sat Dărăști-Vlașca; comuna Adunații Copăceni    | La cca. 700 m E de sat, de o parte și de alta a șoselei spre Mihăilești, până la malul Argeșului 44.28333°N 26.05°E                                                                              | sec. III - II a. Chr., Latène                                               | Încarcă foto \| video | Raportează eroare |
| GR-I-m-B-14778.03 (RAN: 100807.01.01)               | Așezare | sat Dărăști-Vlașca; comuna Adunații Copăceni    | La cca. 700 m E de sat, de o parte și de alta a șoselei spre Mihăilești, până la malul Argeșului 44.28333°N 26.05°E                                                                              | Neolitic, Cultura Boian; Cultura Gumelnița                                  | Încarcă foto \| video | Raportează eroare |
| GR-I-s-B-14779 (RAN: 105892.01)                     | Situl arheologic de la Dobreni | sat Dobreni; comuna Vărăști                     | În curtea fostului CAP și pe câmp, în vecinătate |                                                                             | Încarcă foto \| video | Raportează eroare |
| GR-I-m-B-14779.01 (RAN: 105892.01.01)               | Așezare | sat Dobreni; comuna Vărăști                     | În curtea fostului CAP și pe câmp, în vecinătate 44.33333°N 26.23333°E | Neolitic, Cultura Gumelnița                                                 | Încarcă foto \| video | Raportează eroare |
| GR-I-m-B-14779.02 (RAN: 105892.01.02)               | Așezare | sat Dobreni; comuna Vărăști                     | În curtea fostului CAP și pe câmp, în vecinătate 44.33333°N 26.23333°E | Epoca bronzului, Cultura Tei, faza III                                      | Încarcă foto \| video | Raportează eroare |
| GR-I-s-B-14780 (RAN: 105892.02)                     | Așezare | sat Dobreni; comuna Vărăști                     | La marginea de E a satului, pe malul stâng al Sabarului (albia veche) 45.875°N 25.64167°E | Neolitic, Cultura Gumelnița                                                 | Încarcă foto \| video | Raportează eroare |
| GR-I-s-B-14781 (RAN: 103327.01)                     | Situl arheologic de la Drăghiceanu punct „La Fundu Drăghiceanu” | sat Drăghiceanu; comuna Gogoșari                | „La Fundu Drăghiceanu”, movile la NV de localitate |                                                                             | Încarcă foto \| video | Raportează eroare |
| GR-I-m-B-14781.01 (RAN: 103327.01.03)               | Așezare | sat Drăghiceanu; comuna Gogoșari                | „La Fundu Drăghiceanu”, movile la NV de localitate 43.875°N 25.64167°E | Neolitic timpuriu                                                           | Încarcă foto \| video | Raportează eroare |
| GR-I-m-B-14781.02 (RAN: 103327.01.02)               | Așezare | sat Drăghiceanu; comuna Gogoșari                | „La Fundu Drăghiceanu”, movile la NV de localitate 43.875°N 25.64167°E | Paleolitic final                                                            | Încarcă foto \| video | Raportează eroare |
| GR-I-m-B-14781.03 (RAN: 103327.01.01)               | Așezare | sat Drăghiceanu; comuna Gogoșari                | „La Fundu Drăghiceanu”, movile la NV de localitate 43.875°N 25.64167°E | Paleolitic superior, Cultura Aurignacian                                    | Încarcă foto \| video | Raportează eroare |
| GR-I-s-B-14782 (RAN: 102918.01)                     | Situl arheologic de la Frătești, punct „Dealul Lagărului” | sat Frătești; comuna Frătești                   | „Dealul Lagărului”, la NV de sat |                                                                             | Încarcă foto \| video | Raportează eroare |
| GR-I-m-B-14782.01 (RAN: 102918.01.04)               | Așezare | sat Frătești; comuna Frătești                   | „Dealul Lagărului”, la NV de sat 43.96667°N 25.91667°E | sec. III - I a. Chr., Latène                                                | Încarcă foto \| video | Raportează eroare |
| GR-I-m-B-14782.02 (RAN: 102918.01.03)               | Așezare | sat Frătești; comuna Frătești                   | „Dealul Lagărului”, la NV de sat 43.96667°N 25.91667°E | Hallstatt                                                                   | Încarcă foto \| video | Raportează eroare |
| GR-I-m-B-14782.03 (RAN: 102918.01.02)               | Așezare | sat Frătești; comuna Frătești                   | „Dealul Lagărului”, la NV de sat 43.96667°N 25.91667°E | Epoca bronzului, Cultura Tei, faza IV; Cultura Coslogeni                    | Încarcă foto \| video | Raportează eroare |
| GR-I-m-B-14782.04 (RAN: 102918.01.01)               | Așezare | sat Frătești; comuna Frătești                   | „Dealul Lagărului”, la NV de sat 43.96667°N 25.91667°E | Neolitic, Cultura Boian                                                     | Încarcă foto \| video | Raportează eroare |
| GR-I-s-B-14783 (RAN: 103201.01)                     | Așezare | sat Găujani; comuna Găujani                     | „Valea lui Guțu Gheorghe”, la S de sat 43.74166°N 25.72778°E | Epoca bronzului, Cultura Tei                                                | Încarcă foto \| video | Raportează eroare |
| GR-I-s-B-14784 (RAN: 103201.02)                     | Situl arheologic de la Găujani, punct „Pepeniște” | sat Găujani; comuna Găujani                     | „Pepeniște”, la S de sat |                                                                             | Încarcă foto \| video | Raportează eroare |
| GR-I-m-B-14784.01 (RAN: 103201.02.02)               | Așezare | sat Găujani; comuna Găujani                     | „Pepeniște”, la S de sat 43.73333°N 25.73333°E | sec. III-IV p. Chr., Epoca daco-romană                                      | Încarcă foto \| video | Raportează eroare |
| GR-I-m-B-14784.02 (RAN: 103201.02.01)               | Așezare | sat Găujani; comuna Găujani                     | „Pepeniște”, la S de sat 43.73333°N 25.73333°E | Hallstatt                                                                   | Încarcă foto \| video | Raportează eroare |
| GR-I-s-B-14785 (RAN: 103201.03)                     | Situl arheologic de la Găujani, punct „La Canalul Mare” | sat Găujani; comuna Găujani                     | „La Canalul Mare”, la E de sat |                                                                             | Încarcă foto \| video | Raportează eroare |
| GR-I-m-B-14785.01 (RAN: 103201.03.03)               | Așezare | sat Găujani; comuna Găujani                     | „La Canalul Mare”, la E de sat 43.74166°N 25.74167°E | sec. XV, Epoca medievală                                                    | Încarcă foto \| video | Raportează eroare |
| GR-I-m-B-14785.02 (RAN: 103201.03.02)               | Așezare | sat Găujani; comuna Găujani                     | „La Canalul Mare”, la E de sat 43.74166°N 25.74167°E | sec. X - XI, Epoca medievală timpurie, Cultura Dridu                        | Încarcă foto \| video | Raportează eroare |
| GR-I-m-B-14785.03 (RAN: 103201.03.01)               | Așezare | sat Găujani; comuna Găujani                     | „La Canalul Mare”, la E de sat 43.74166°N 25.74167°E | sec. III - IV p. Chr., Epoca daco-romană                                    | Încarcă foto \| video | Raportează eroare |
| GR-I-s-B-14786 (RAN: 103247.01)                     | Așezare | sat Ghimpați; comuna Ghimpați                   | La cca. 300 m E de sat 44.18333°N 25.775°E | Neolitic, Cultura Boian                                                     | Încarcă foto \| video | Raportează eroare |
| GR-I-s-B-14787 (RAN: 105320.01)                     | Situl arheologic de la Ghizdaru, punct „Valea Gurbanului” | sat Ghizdaru; comuna Stănești                   | „Valea Gurbanului”, din spatele școlii până la cca. 2 km V de sat |                                                                             | Încarcă foto \| video | Raportează eroare |
| GR-I-m-B-14787.01 (RAN: 105320.01.03)               | Așezare | sat Ghizdaru; comuna Stănești                   | „Valea Gurbanului”, din spatele școlii până la cca. 2 km V de sat 43.78333°N 25.875°E | sec. VIII - IX, Epoca medievală timpurie                                    | Încarcă foto \| video | Raportează eroare |
| GR-I-m-B-14787.02 (RAN: 105320.01.01)               | Așezare | sat Ghizdaru; comuna Stănești                   | „Valea Gurbanului”, din spatele școlii până la cca. 2 km V de sat 43.78333°N 25.875°E | sec. III - II a. Chr., Latène                                               | Încarcă foto \| video | Raportează eroare |
| GR-I-m-B-14787.03 (RAN: 105320.01.02)               | Așezare | sat Ghizdaru; comuna Stănești                   | „Valea Gurbanului”, din spatele școlii până la cca. 2 km V de sat 43.78333°N 25.875°E | sec. IV, Epoca daco-romană, Cultura Sântana de Mureș-Cerneahov              | Încarcă foto \| video | Raportează eroare |
| GR-I-s-B-14788 (RAN: 105320.02)                     | Situl arheologic de la Ghizdaru, punct „Fundul Gurbanului” | sat Ghizdaru; comuna Stănești                   | „Fundul Gurbanului”, pe un bot de deal, la 500 m E de calea ferată Giurgiu-Videle |                                                                             | Încarcă foto \| video | Raportează eroare |
| GR-I-m-B-14788.01 (RAN: 105320.02.02)               | Așezare | sat Ghizdaru; comuna Stănești                   | „Fundul Gurbanului”, pe un bot de deal, la 500 m E de calea ferată Giurgiu-Videle 43.95°N 25.875°E                                                                                               | Epoca medievală timpurie, Cultura Dridu                                     | Încarcă foto \| video | Raportează eroare |
| GR-I-m-B-14788.02 (RAN: 105320.02.01)               | Așezare | sat Ghizdaru; comuna Stănești                   | „Fundul Gurbanului”, pe un bot de deal, la 500 m E de calea ferată Giurgiu-Videle 43.95°N 25.875°E                                                                                               | Hallstatt                                                                   | Încarcă foto \| video | Raportează eroare |
| GR-I-s-B-14789 (RAN: 103318.01)                     | Situl arheologic de la Gogoșari, punct „Gârla Gogoșari” | sat Gogoșari; comuna Gogoșari                   | „Gârla Gogoșari”, la SV de sat | Epoca medievală                                                             | Încarcă foto \| video | Raportează eroare |
| GR-I-m-B-14789.01 (RAN: 103318.01.01)               | Așezare | sat Gogoșari; comuna Gogoșari                   | „Gârla Gogoșari”, la SV de sat 43.86666°N 25.66667°E | Epoca medievală                                                             | Încarcă foto \| video | Raportează eroare |
| GR-I-m-B-14789.02 (RAN: 103318.01.02)               | Necropolă | sat Gogoșari; comuna Gogoșari                   | „Gârla Gogoșari”, la SV de sat 43.86666°N 25.66667°E | Epoca medievală                                                             | Încarcă foto \| video | Raportează eroare |
| GR-I-s-B-14790 (RAN: 103363.01)                     | Situl arheologic de la Gostinu, punct „Grindul Bunei” | sat Gostinu; comuna Gostinu                     | „Grindul Bunei”, la V de sat, în zona inundabilă a luncii Dunării 44°N 26.10833°E |                                                                             | Încarcă foto \| video | Raportează eroare |
| GR-I-m-B-14790.01 (RAN: 103363.01.02)               | Așezare | sat Gostinu; comuna Gostinu                     | „Grindul Bunei”, la V de sat, în zona inundabilă a luncii Dunării 44°N 26.10833°E | Latène                                                                      | Încarcă foto \| video | Raportează eroare |
| GR-I-s-B-14790.02                                   | Așezare | sat Gostinu; comuna Gostinu                     | „Grindul Bunei”, la V de sat, în zona inundabilă a luncii Dunării | Hallstatt                                                                   | Încarcă foto \| video | Raportează eroare |
| GR-I-s-B-14791 (RAN: 103489.01)                     | Situl arheologic de la Greaca, punct „Valea Fântânilor” | sat Greaca; comuna Greaca                       | „Valea Fântânilor”, în incinta Stațiunii Viticole, pe o terasă la N de fostul lac Greaca 44.13611°N 26.38222°E                                                                                   |                                                                             | Încarcă foto \| video | Raportează eroare |
| GR-I-m-B-14791.01 (RAN: 103489.01.05)               | Așezare | sat Greaca; comuna Greaca                       | „Valea Fântânilor”, în incinta Stațiunii Viticole, pe o terasă la N de fostul lac Greaca 44.13611°N 26.38222°E                                                                                   | sec. VIII-IX, Epoca medievală timpurie                                      | Încarcă foto \| video | Raportează eroare |
| GR-I-m-B-14791.02 (RAN: 103489.01.04)               | Așezare | sat Greaca; comuna Greaca                       | „Valea Fântânilor”, în incinta Stațiunii Viticole, pe o terasă la N de fostul lac Greaca 44.13611°N 26.38222°E                                                                                   | sec. III - II a. Chr., Latène                                               | Încarcă foto \| video | Raportează eroare |
| GR-I-m-B-14791.03 (RAN: 103489.01.01)               | Așezare | sat Greaca; comuna Greaca                       | „Valea Fântânilor”, în incinta Stațiunii Viticole, pe o terasă la N de fostul lac Greaca 44.13611°N 26.38222°E                                                                                   | Neolitic, Cultura Boian, faza Bolintineanu                                  | Încarcă foto \| video | Raportează eroare |
| GR-I-s-B-14792 (RAN: 103489.02)                     | Situl arheologic de la Greaca, punct „La Cruțescu” | sat Greaca; comuna Greaca                       | „La Cruțescu” și peterasa învecinată, la N de fostul lac Greaca |                                                                             | Încarcă foto \| video | Raportează eroare |
| GR-I-m-B-14792.01 (RAN: 103489.02.02)               | Așezare | sat Greaca; comuna Greaca                       | „La Cruțescu” și peterasa învecinată, la N de fostul lac Greaca 44.11889°N 26.37951°E | Epoca fierului                                                              | Încarcă foto \| video | Raportează eroare |
| GR-I-m-B-14792.02 (RAN: 103489.02.01)               | Așezare | sat Greaca; comuna Greaca                       | „La Cruțescu” și peterasa învecinată, la N de fostul lac Greaca 44.11889°N 26.37951°E | Neolitic, Cultura Gumelnița                                                 | Încarcă foto \| video | Raportează eroare |
| GR-I-s-B-14793 (RAN: 103489.03)                     | Situl arheologic de la Greaca, punct „La Slom” | sat Greaca; comuna Greaca                       | „La Slom”, la cca. 2 km E de sat 44.11889°N 26.37951°E |                                                                             | Încarcă foto \| video | Raportează eroare |
| GR-I-m-B-14793.01 (RAN: 103489.03.05)               | Așezare | sat Greaca; comuna Greaca                       | „La Slom”, la cca. 2 km E de sat 44.11889°N 26.37951°E | sec. VIII - IX p. Chr., Epoca medieval timpurie, Cultura Dridu              | Încarcă foto \| video | Raportează eroare |
| GR-I-m-B-14793.02 (RAN: 103489.03.04)               | Așezare | sat Greaca; comuna Greaca                       | „La Slom”, la cca. 2 km E de sat 44.11889°N 26.37951°E | sec. III - I a. Chr., Latène                                                | Încarcă foto \| video | Raportează eroare |
| GR-I-m-B-14793.03 (RAN: 103489.03.03)               | Așezare | sat Greaca; comuna Greaca                       | „La Slom”, la cca. 2 km E de sat 44.11889°N 26.37951°E | Hallstatt timpuriu și mijlociu                                              | Încarcă foto \| video | Raportează eroare |
| GR-I-m-B-14793.04 (RAN: 103489.03.01)               | Așezare | sat Greaca; comuna Greaca                       | „La Slom”, la cca. 2 km E de sat 44.11889°N 26.37951°E | Neolitic, Cultura Boian, faza Giulești; Cultura Gumelnița                   | Încarcă foto \| video | Raportează eroare |
| GR-I-s-B-14794 (RAN: 103657.01)                     | Situl arheologic de la Herăști | sat Herăști; comuna Herăști                     | „Grădina IAS” | sec. IV                                                                     | Încarcă foto \| video | Raportează eroare |
| GR-I-m-B-14794.01 (RAN: 103657.01.02)               | Necropolă | sat Herăști; comuna Herăști                     | „Grădina IAS”, la E de satul Herăști 44.25°N 26.35833°E | sec. IV, Epoca daco-romană                                                  | Încarcă foto \| video | Raportează eroare |
| GR-I-m-B-14794.02 (RAN: 103657.01.01)               | Așezare | sat Herăști; comuna Herăști                     | „Grădina IAS”, la E de sat 44.25°N 26.35833°E | Neolitic, Cultura Boian; cultura Gumelnița                                  | Încarcă foto \| video | Raportează eroare |
| GR-I-s-B-14795 (RAN: 101706.01)                     | Situl arheologic de la Hulubești, punct „La Beci” | sat Hulubești; comuna Călugăreni                | „La Beci”, la NE de sat, pe terasa Neajlovului |                                                                             | Încarcă foto \| video | Raportează eroare |
| GR-I-m-B-14795.01 (RAN: 101706.01.03)               | Așezare | sat Hulubești; comuna Călugăreni                | „La Beci”, la NE de sat, pe terasa Neajlovului 44.175°N 25.925°E | Epoca medievală timpurie, Cultura Dridu                                     | Încarcă foto \| video | Raportează eroare |
| GR-I-m-B-14795.02 (RAN: 101706.01.02)               | Așezare | sat Hulubești; comuna Călugăreni                | „La Beci”, la NE de sat, pe terasa Neajlovului 44.175°N 25.925°E | Latène, Cultura geto-dacică                                                 | Încarcă foto \| video | Raportează eroare |
| GR-I-m-B-14795.03 (RAN: 101706.01.01)               | Așezare | sat Hulubești; comuna Călugăreni                | „La Beci”, la NE de sat, pe terasa Neajlovului 44.175°N 25.925°E | Epoca bronzului, Cultura Tei, faza IV                                       | Încarcă foto \| video | Raportează eroare |
| GR-I-s-B-14796 (RAN: 103906.01)                     | Așezarea de la Isvoarele, punct „La Fântână” | sat Isvoarele; comuna Isvoarele                 | „La Fântână”, la NV de sat 44.05833°N 25.775°E | Neolitic, Cultura Gumelnița                                                 | Încarcă foto \| video | Raportează eroare |
| GR-I-s-B-14797 (RAN: 103336.01)                     | Necropola de la Izvoru, punct „La Gropi” | sat Izvoru; comuna Gogoșari                     | „La Gropi”, la cca. 500 m V de sat, lângă balta Izvoru 43.88334°N 25.59389°E | sec. IV p. Chr.                                                             | Încarcă foto \| video | Raportează eroare |
| GR-I-s-B-14798 (RAN: 106014.01)                     | Așezarea de tip tell de la Izvoru, punct „Spital” | sat Izvoru; comuna Vânătorii Mici               | „Spital”, lângă biserica veche de lemn, pe malul stâng al Neajlovului 44.46667°N 25.54306°E | Neolitic, Cultura Gumelnița                                                 | Încarcă foto \| video | Raportează eroare |
| GR-I-s-B-14799 (RAN: 104065.01)                     | Situl arheologic de la Letca Veche, punct „Țățăr” | sat Letca Veche; comuna Letca Nouă              | „Țațăr”, la cca. 2 km N de sat | Epoca bronzului                                                             | Încarcă foto \| video | Raportează eroare |
| GR-I-m-B-14799.01 (RAN: 104065.01.02)               | Așezare | sat Letca Veche; comuna Letca Nouă              | „Țațăr”, la cca. 2 km N de sat 44.21667°N 25.675°E | Latène, Cultura geto-dacică                                                 | Încarcă foto \| video | Raportează eroare |
| GR-I-m-B-14799.02 (RAN: 104065.01.01)               | Așezare | sat Letca Veche; comuna Letca Nouă              | „Țațăr”, la cca. 2 km N de sat 44.21667°N 25.675°E | Epoca bronzului timpuriu, Cultura Glina                                     | Încarcă foto \| video | Raportează eroare |
| GR-I-s-B-14800 (RAN: 101225.01)                     | Situl arheologic de la Malu Spart, punct „Canton” | sat aparținător Malu Spart; oraș Bolintin Vale  | „Canton”, în amonte, pe valea Argeșului |                                                                             | Încarcă foto \| video | Raportează eroare |
| GR-I-m-B-14800.01 (RAN: 101225.01.01)               | Așezare | sat aparținător Malu Spart; oraș Bolintin Vale  | „Canton”, în amonte, pe valea Argeșului 44.45°N 25.675°E | Latène                                                                      | Încarcă foto \| video | Raportează eroare |
| GR-I-m-B-14800.02 (RAN: 101225.01.02)               | Așezare | sat aparținător Malu Spart; oraș Bolintin Vale  | „Canton”, în amonte, pe valea Argeșului 44.45°N 25.675°E | Neolitic, Cultura Boian                                                     | Încarcă foto \| video | Raportează eroare |
| GR-I-s-B-14801 (RAN: 101225.02)                     | Situl arheologic de la Malu Spart, punct „Suseni” | sat aparținător Malu Spart; oraș Bolintin Vale  | „Suseni”, pe terasa înaltă a Argeșului |                                                                             | Încarcă foto \| video | Raportează eroare |
| GR-I-m-B-14801.01 (RAN: 101225.02.03)               | Așezare | sat aparținător Malu Spart; oraș Bolintin Vale  | „Suseni”, pe terasa înaltă a Argeșului 44.45°N 25.66667°E | Epoca medievală timpurie, Cultura Dridu                                     | Încarcă foto \| video | Raportează eroare |
| GR-I-m-B-14801.02 (RAN: 101225.02.02)               | Așezare | sat aparținător Malu Spart; oraș Bolintin Vale  | „Suseni”, pe terasa înaltă a Argeșului 44.45°N 25.66667°E | Latène, Cultura geto-dacică                                                 | Încarcă foto \| video | Raportează eroare |
| GR-I-m-B-14801.03 (RAN: 101225.02.01)               | Așezare | sat aparținător Malu Spart; oraș Bolintin Vale  | „Suseni”, pe terasa înaltă a Argeșului 44.45°N 25.66667°E | Epoca bronzului timpuriu, Cultura Glina                                     | Încarcă foto \| video | Raportează eroare |
| GR-I-s-B-14802 (RAN: 104234.01)                     | Așezare | sat Mârșa; comuna Mârșa                         | „La marginea satului”, în dreapta drumului spre Roata de Jos 44.39167°N 25.95833°E | Epoca bronzului, Cultura Tei, faza III                                      | Încarcă foto \| video | Raportează eroare |
| GR-I-s-B-14803 (RAN: 104234.02)                     | Așezare | sat Mârșa; comuna Mârșa                         | La ieșirea din sat, în dreapta drumului spre Obedeni și Goleasca 44.39167°N 25.45°E | Epoca medievală timpurie, Cultura Dridu                                     | Încarcă foto \| video | Raportează eroare |
| GR-I-s-B-14804 (RAN: 104127.01)                     | Așezare | sat Mihai Bravu; comuna Mihai Bravu             | „La Olăreasa” sau „La Poduri”, la NE de sat, pe malul bălții Neajlovului 44.13334°N 26.05°E | Latène                                                                      | Încarcă foto \| video | Raportează eroare |
| GR-I-s-B-14805 (RAN: 104145.01)                     | Situl arheologic de la Mihăilești, punct „Biserica Tufa-Costieni” | oraș Mihăilești                                 | „Biserica Tufa -Costieni”, cartier Tufa 44.31984°N 25.92138°E |                                                                             | Încarcă foto \| video | Raportează eroare |
| GR-I-m-B-14805.01 (RAN: 104145.01.03)               | Așezare | oraș Mihăilești                                 | „Biserica Tufa -Costieni”, cartier Tufa 44.31984°N 25.92138°E | sec. III - I a. Chr., Latène                                                | Încarcă foto \| video | Raportează eroare |
| GR-I-m-B-14805.02 (RAN: 104145.01.01, 104145.01.02) | Așezare | oraș Mihăilești                                 | „Biserica Tufa -Costieni”, cartier Tufa 44.31984°N 25.92138°E | Epoca bronzului timpuriu, Cultura Glina III și Cultura Tei                  | Încarcă foto \| video | Raportează eroare |
| GR-I-s-B-14806 (RAN: 103390.03)                     | Situl arheologic de la Mironești | sat Mironești; comuna Gostinari                 | La cca. 500 m V de sat, pe malul Argeșului |                                                                             | Încarcă foto \| video | Raportează eroare |
| GR-I-m-B-14806.01 (RAN: 103390.03.02)               | Așezare | sat Mironești; comuna Gostinari                 | La cca. 500 m V de sat, pe malul Argeșului 44.17611°N 26.2375°E | Latène, Cultura geto-dacică                                                 | Încarcă foto \| video | Raportează eroare |
| GR-I-m-B-14806.02 (RAN: 103390.03.01)               | Așezare | sat Mironești; comuna Gostinari                 | La cca. 500 m V de sat, pe malul Argeșului 44.17611°N 26.2375°E | Epoca bronzului, Cultura Tei, faza IV                                       | Încarcă foto \| video | Raportează eroare |
| GR-I-s-B-14807 (RAN: 103390.02)                     | Situl arheologic de la Mironești, punct „În vale” | sat Mironești; comuna Gostinari                 | „În vale”, la cca. 1 km E de sat, pe malul Argeșului 44.17333°N 26.25458°E |                                                                             | Încarcă foto \| video | Raportează eroare |
| GR-I-m-B-14807.01 (RAN: 103390.02.03)               | Așezare | sat Mironești; comuna Gostinari                 | „În vale”, la cca. 1 km E de sat, pe malul Argeșului 44.17333°N 26.25458°E | sec. VIII - IX, Epoca medievală timpurie                                    | Încarcă foto \| video | Raportează eroare |
| GR-I-m-B-14807.02 (RAN: 103390.02.02)               | Așezare | sat Mironești; comuna Gostinari                 | „În vale”, la cca. 1 km E de sat, pe malul Argeșului 44.17333°N 26.25458°E | sec. IV, Epoca romană                                                       | Încarcă foto \| video | Raportează eroare |
| GR-I-s-B-14808 (RAN: 103390.01)                     | Situl arheologic de la Mironești, punct „Malu Roșu” | sat Mironești; comuna Gostinari                 | „Malu Roșu”, pe malul drept al Argeșului 44.17139°N 26.26292°E |                                                                             | Încarcă foto \| video | Raportează eroare |
| GR-I-m-B-14808.01 (RAN: 103390.01.02)               | Așezare | sat Mironești; comuna Gostinari                 | „Malu Roșu”, pe malul drept al Argeșului 44.17139°N 26.26292°E | Latène, Cultura geto-dacică                                                 | Încarcă foto \| video | Raportează eroare |
| GR-I-m-B-14808.02 (RAN: 103390.01.01)               | Așezare | sat Mironești; comuna Gostinari                 | „Malu Roșu”, pe malul drept al Argeșului 44.17139°N 26.26292°E | Epoca bronzului, Cultura Tei                                                | Încarcă foto \| video | Raportează eroare |
| GR-I-s-B-14809 (RAN: 100816.01)                     | Așezare | sat Mogoșești; comuna Adunații Copăceni         | La marginea de V a satului, între primele case și malul Argeșului 44.24633°N 26.09876°E | Epoca bronzului, Cultura Tei, faza III-IV (de tranziție)                    | Încarcă foto \| video | Raportează eroare |
| GR-I-s-B-14810 (RAN: 103265.01)                     | Situl arheologic de la Naipu | sat Naipu; comuna Ghimpați                      | La V de sat, lângă Câlniștea |                                                                             | Încarcă foto \| video | Raportează eroare |
| GR-I-m-B-14810.01 (RAN: 103265.01.02)               | Așezare | sat Naipu; comuna Ghimpați                      | La V de sat, lângă Câlniștea 44.13334°N 25.75°E | Latène                                                                      | Încarcă foto \| video | Raportează eroare |
| GR-I-m-B-14810.02 (RAN: 103265.01.01)               | Așezare | sat Naipu; comuna Ghimpați                      | La V de sat, lângă Câlniștea 44.13334°N 25.75°E | Neolitic, Cultura Gumelnița                                                 | Încarcă foto \| video | Raportează eroare |
| GR-I-s-B-14811 (RAN: 102008.01)                     | Ruinele Schitului Babele | sat Neajlovu; comuna Clejani                    | Pe terasa Neajlovului, lângă biserica „Adormirea Maicii Domnului” 44.3°N 25.76667°E | sec. XV-XVII                                                                | Încarcă foto \| video | Raportează eroare |
| GR-I-s-B-14812 (RAN: 105339.01)                     | Situl arheologic de la Oncești, punct „Valea Diului” | sat Oncești; comuna Stănești                    | „Valea Diului”, pe partea stângă a pârâului |                                                                             | Încarcă foto \| video | Raportează eroare |
| GR-I-m-B-14812.01 (RAN: 105339.01.02)               | Așezare | sat Oncești; comuna Stănești                    | „Valea Diului”, pe partea stângă a pârâului 43.95°N 25.88333°E | sec. XIII-XIV                                                               | Încarcă foto \| video | Raportează eroare |
| GR-I-m-B-14812.02 (RAN: 105339.01.01)               | Așezare | sat Oncești; comuna Stănești                    | „Valea Diului”, pe partea stângă a pârâului 43.95°N 25.88333°E | Latène                                                                      | Încarcă foto \| video | Raportează eroare |
| GR-I-s-B-14813 (RAN: 105339.02)                     | Situl arheologic de la Oncești, punct „Valea Balgiului” | sat Oncești; comuna Stănești                    | „Valea Balgiului”, pe versantul de SV |                                                                             | Încarcă foto \| video | Raportează eroare |
| GR-I-m-B-14813.01 (RAN: 105339.02.02)               | Așezare | sat Oncești; comuna Stănești                    | „Valea Balgiului”, pe versantul de SV 43.95°N 25.86667°E | Epoca medievală timpurie, Cultura Dridu                                     | Încarcă foto \| video | Raportează eroare |
| GR-I-m-B-14813.02 (RAN: 105339.02.01)               | Așezare | sat Oncești; comuna Stănești                    | „Valea Balgiului”, pe versantul de SV 43.95°N 25.86667°E | Latène, Cultura geto-dacică                                                 | Încarcă foto \| video | Raportează eroare |
| GR-I-s-B-14814 (RAN: 101038.01)                     | Așezarea de tip tell de la Pietrele, punct „Gorgana” | sat Pietrele; comuna Băneasa                    | „Gorgana”, la S de sat, pe o terasă la N de gârla Comasca 44.13334°N 26.10833°E | Neolitic, Cultura Boian                                                     | Încarcă foto \| video | Raportează eroare |
| GR-I-s-B-14815 (RAN: 101038.02)                     | Așezare | sat Pietrele; comuna Băneasa                    | La jumătatea distanței dintre satele Pietrele și Puieni 44.075°N 25.14167°E | Neolitic, Cultura Gumelnița                                                 | Încarcă foto \| video | Raportează eroare |
| GR-I-s-A-14816 (RAN: 104172.01)                     | Cetatea geto-dacică „Argedava” | sat aparținător Popești; oraș Mihăilești        | „La Nucet”, la N de sat 44.3252°N 25.9069°E | Latène, Cultura geto-dacică                                                 |                       | Raportează eroare |
| GR-I-s-B-14817 (RAN: 104172.02)                     | Necropolă tumulară | sat aparținător Popești; oraș Mihăilești        | La ieșirea din sat, în stânga drumului spre Novaci 44.30889°N 25.96861°E | Latène, Cultura geto-dacică                                                 | Încarcă foto \| video | Raportează eroare |
| GR-I-s-B-14818 (RAN: 104699.01)                     | Așezare | sat Prundu; comuna Prundu                       | „Mădăești”, la cca. 1,5 km E de sat 44.16667°N 26.28333°E | Epoca medievală timpurie                                                    | Încarcă foto \| video | Raportează eroare |
| GR-I-s-B-14819 (RAN: 104699.02)                     | Situl arheologic de la Prundu | sat Prundu; comuna Prundu                       | Între sat și Valea Morii |                                                                             | Încarcă foto \| video | Raportează eroare |
| GR-I-m-B-14819.01 (RAN: 104699.02.02)               | Așezare | sat Prundu; comuna Prundu                       | Între sat și Valea Morii 44.18333°N 26.3°E | Epoca medievală timpurie                                                    | Încarcă foto \| video | Raportează eroare |
| GR-I-m-B-14819.02 (RAN: 104699.02.01)               | Așezare | sat Prundu; comuna Prundu                       | Între sat și Valea Morii 44.18333°N 26.3°E | sec. III-II a. Chr., Latène                                                 | Încarcă foto \| video | Raportează eroare |
| GR-I-s-B-14820 (RAN: 104699.03)                     | Situl arheologic de la Prundu, punct „Malul Molescului” | sat Prundu; comuna Prundu                       | „Malul Molescului”, la cca. 1 km N de sat 44.18333°N 26.3°E |                                                                             | Încarcă foto \| video | Raportează eroare |
| GR-I-m-B-14820.01                                   | Așezare | sat Prundu; comuna Prundu                       | „Malul Molescului”, la cca. 1 km N de sat | Epoca medievală timpurie                                                    | Încarcă foto \| video | Raportează eroare |
| GR-I-m-B-14820.02 (RAN: 104699.03.01)               | Așezare | sat Prundu; comuna Prundu                       | „Malul Molescului”, la cca. 1 km N de sat 44.18333°N 26.3°E | Latène                                                                      | Încarcă foto \| video | Raportează eroare |
| GR-I-s-B-14821 (RAN: 104699.04)                     | Situl arheologic de la Prundu, punct „Lacul Greaca” | sat Prundu; comuna Prundu                       | „Lacul Greaca”, la cca. 2,5 km E de Prundu, pe malul fostului lac 44.1°N 26.28333°E |                                                                             | Încarcă foto \| video | Raportează eroare |
| GR-I-m-B-14821.01 (RAN: 104699.04.04)               | Așezare | sat Prundu; comuna Prundu                       | „Lacul Greaca”, la cca. 2,5 km E de Prundu, pe malul fostului lac 44.1°N 26.28333°E | sec. VIII-IX, Epoca medievală timpurie                                      | Încarcă foto \| video | Raportează eroare |
| GR-I-m-B-14821.02 (RAN: 104699.04.03)               | Așezare | sat Prundu; comuna Prundu                       | „Lacul Greaca”, la cca. 2,5 km E de Prundu, pe malul fostului lac 44.1°N 26.28333°E | sec. IV, Epoca daco-romană                                                  | Încarcă foto \| video | Raportează eroare |
| GR-I-m-B-14821.03 (RAN: 104699.04.01)               | Așezare | sat Prundu; comuna Prundu                       | „Lacul Greaca”, la cca. 2,5 km E de Prundu, pe malul fostului lac 44.1°N 26.28333°E | Neolitic, Cultura Gumelnița                                                 | Încarcă foto \| video | Raportează eroare |
| GR-I-s-B-14822                                      | Așezare | sat Puieni; comuna Prundu                       | La 2 km V de sat, spre satul Pietrele | sec. IX, Epoca medievală timpurie                                           | Încarcă foto \| video | Raportează eroare |
| GR-I-s-B-14823 (RAN: 104706.02)                     | Așezare | sat Puieni; comuna Prundu                       | La marginea de S a satului 44.075°N 26.16667°E | Epoca medievală timpurie                                                    | Încarcă foto \| video | Raportează eroare |
| GR-I-s-B-14824 (RAN: 103498.01)                     | Situl arheologic de la Puțu Greci, punct „Lacul Zboiu” | sat Puțu Greci; comuna Greaca                   | „Lacul Zboiu”, la S de sat |                                                                             | Încarcă foto \| video | Raportează eroare |
| GR-I-m-B-14824.01 (RAN: 103498.01.02)               | Așezare | sat Puțu Greci; comuna Greaca                   | „Lacul Zboiu”, la S de sat 44.13334°N 26.34167°E | Epoca medievală timpurie, Cultura Dridu                                     | Încarcă foto \| video | Raportează eroare |
| GR-I-m-B-14824.02 (RAN: 103498.01.01)               | Așezare | sat Puțu Greci; comuna Greaca                   | „Lacul Zboiu”, la S de sat 44.13334°N 26.34167°E | sec. IV p. Chr.                                                             | Încarcă foto \| video | Raportează eroare |
| GR-I-s-B-14825 (RAN: 102936.01)                     | Situl arheologic de la Remus, punct „La seră” | sat Remus; comuna Frătești                      | „La seră”, la cca. 300 m S de sat, lângă șoseaua Giurgiu - București |                                                                             | Încarcă foto \| video | Raportează eroare |
| GR-I-m-B-14825.01 (RAN: 102936.01.03)               | Așezare dacică | sat Remus; comuna Frătești                      | „La seră”, la cca. 300 m S de sat, lângă șoseaua Giurgiu - București 43.93333°N 25.96667°E | sec. III - I a. Chr., Latène                                                | Încarcă foto \| video | Raportează eroare |
| GR-I-m-B-14825.02 (RAN: 102936.01.01)               | Așezare | sat Remus; comuna Frătești                      | „La seră”, la cca. 300 m S de sat, lângă șoseaua Giurgiu - București 43.93333°N 25.96667°E | Epoca bronzului                                                             | Încarcă foto \| video | Raportează eroare |
| GR-I-m-B-14825.03 (RAN: 102936.01.02)               | Necropolă | sat Remus; comuna Frătești                      | „La seră”, la cca. 300 m S de sat, lângă șoseaua Giurgiu - București 43.93333°N 25.96667°E | Epoca bronzului, Cultura Zimnicea - Plovdiv                                 | Încarcă foto \| video | Raportează eroare |
| GR-I-s-B-14826 (RAN: 104840.01)                     | Așezare | sat Roata de Jos; comuna Roata de Jos           | La intrarea în sat dinspre Cartojani 44.41667°N 25.525°E | Epoca bronzului, Cultura Tei                                                | Încarcă foto \| video | Raportează eroare |
| GR-I-s-B-14827 (RAN: 104984.01)                     | Situl arheologic de la Schitu | sat Schitu; comuna Schitu                       | La marginea de N-NV a satului lângă fostele magazii CAP 44.13334°N 25.8°E |                                                                             | Încarcă foto \| video | Raportează eroare |
| GR-I-m-B-14827.01 (RAN: 104984.01.03)               | Așezare | sat Schitu; comuna Schitu                       | La marginea de N-NV a satului lângă fostele magazii CAP 44.13334°N 25.8°E | sec. IV, Epoca daco-romană, Cultura Sântana de Mureș-Cerneahov              | Încarcă foto \| video | Raportează eroare |
| GR-I-m-B-14827.02 (RAN: 104984.01.02)               | Așezare | sat Schitu; comuna Schitu                       | La marginea de N-NV a satului lângă fostele magazii CAP 44.13334°N 25.8°E | sec. III-I a. Chr., Latène                                                  | Încarcă foto \| video | Raportează eroare |
| GR-I-m-B-14827.03 (RAN: 104984.01.01)               | Așezare | sat Schitu; comuna Schitu                       | La marginea de N-NV a satului lângă fostele magazii CAP 44.13334°N 25.8°E | Epoca bronzului timpuriu, Cultura Glina                                     | Încarcă foto \| video | Raportează eroare |
| GR-I-s-B-14828 (RAN: 104984.02)                     | Situl arheologic de la Schitu | sat Schitu; comuna Schitu                       | La cca. 1-1,5 km SV de sat 44.11666°N 25.76667°E |                                                                             | Încarcă foto \| video | Raportează eroare |
| GR-I-m-B-14828.01 (RAN: 104984.02.03)               | Așezare | sat Schitu; comuna Schitu                       | La cca. 1-1,5 km SV de sat 44.11666°N 25.76667°E | sec. IV p. Chr., Epoca daco-romană, Cultura Sântana de Mureș                | Încarcă foto \| video | Raportează eroare |
| GR-I-m-B-14828.02 (RAN: 104984.02.02)               | Așezare | sat Schitu; comuna Schitu                       | La cca. 1-1,5 km SV de sat 44.11666°N 25.76667°E | Epoca bronzului timpuriu, Cultura Glina                                     | Încarcă foto \| video | Raportează eroare |
| GR-I-m-B-14828.03 (RAN: 104984.02.01)               | Așezare | sat Schitu; comuna Schitu                       | La cca. 1-1,5 km SV de sat 44.11666°N 25.76667°E | Neolitic, Cultura Boian                                                     | Încarcă foto \| video | Raportează eroare |
| GR-I-s-B-14829 (RAN: 104984.03)                     | Așezarea de tip tell de la Schitu | sat Schitu; comuna Schitu                       | „Măgura lui Boboc”, la cca. 3 km de satul Schitu, pe drumul către Naipu 44.13334°N 25.78333°E | Neolitic, Cultura Gumelnița                                                 | Încarcă foto \| video | Raportează eroare |
| GR-I-s-B-14830 (RAN: 101047.01)                     | Situl arheologic de la Sfântu Gheorghe, punct „Valea Cacoviei” | sat Sfântu Gheorghe; comuna Băneasa             | „Valea Cacoviei”, la 1,5 km de intrarea în sat dinspre Băneasa 44.05°N 26.05°E |                                                                             | Încarcă foto \| video | Raportează eroare |
| GR-I-m-B-14830.01                                   | Așezare | sat Sfântu Gheorghe; comuna Băneasa             | „Valea Cacoviei”, la 1,5 km de intrarea în sat dinspre Băneasa | sec. IX-X, Epoca medievală timpurie                                         | Încarcă foto \| video | Raportează eroare |
| GR-I-m-B-14830.02 (RAN: 101047.01.03)               | Așezare | sat Sfântu Gheorghe; comuna Băneasa             | „Valea Cacoviei”, la 1,5 km de intrarea în sat dinspre Băneasa 44.05°N 26.05°E | Latène                                                                      | Încarcă foto \| video | Raportează eroare |
| GR-I-m-B-14830.03 (RAN: 101047.01.02)               | Așezare | sat Sfântu Gheorghe; comuna Băneasa             | „Valea Cacoviei”, la 1,5 km de intrarea în sat dinspre Băneasa 44.05°N 26.05°E | Epoca bronzului                                                             | Încarcă foto \| video | Raportează eroare |
| GR-I-s-B-14831 (RAN: 100558.03)                     | Așezare | sat Slobozia; comuna Slobozia                   | „La Cazemată”, la cca. 700 m de centrul satului 43.85833°N 25.88333°E | Latène                                                                      | Încarcă foto \| video | Raportează eroare |
| GR-I-s-B-14832 (RAN: 100558.02)                     | Situl arheologic de la Slobozia, punct „Râpa Bulgarilor” | sat Slobozia; comuna Slobozia                   | „Râpa Bulgarilor”, la 1 km S de sat 43.85°N 25.88333°E |                                                                             | Încarcă foto \| video | Raportează eroare |
| GR-I-m-B-14832.01 (RAN: 100558.02.07)               | Așezare | sat Slobozia; comuna Slobozia                   | „Râpa Bulgarilor”, la 1 km S de sat 43.85°N 25.88333°E | sec. VIII-IX, Epoca medievală timpurie                                      | Încarcă foto \| video | Raportează eroare |
| GR-I-m-B-14832.02 (RAN: 100558.02.06)               | Așezare | sat Slobozia; comuna Slobozia                   | „Râpa Bulgarilor”, la 1 km S de sat 43.85°N 25.88333°E | sec. IV p. Chr.                                                             | Încarcă foto \| video | Raportează eroare |
| GR-I-m-B-14832.03 (RAN: 100558.02.05)               | Așezare | sat Slobozia; comuna Slobozia                   | „Râpa Bulgarilor”, la 1 km S de sat 43.85°N 25.88333°E | sec. III-II a. Chr., Latène                                                 | Încarcă foto \| video | Raportează eroare |
| GR-I-m-B-14832.04 (RAN: 100558.02.03)               | Așezare | sat Slobozia; comuna Slobozia                   | „Râpa Bulgarilor”, la 1 km S de sat 43.85°N 25.88333°E | Epoca bronzului, Cultura Basarabi                                           | Încarcă foto \| video | Raportează eroare |
| GR-I-m-B-14832.05 (RAN: 100558.02.02)               | Așezare | sat Slobozia; comuna Slobozia                   | „Râpa Bulgarilor”, la 1 km S de sat 43.85°N 25.88333°E | Neolitic, Cultura Boian; Cultura Gumelnița                                  | Încarcă foto \| video | Raportează eroare |
| GR-I-m-B-14832.06 (RAN: 100558.02.01)               | Așezare | sat Slobozia; comuna Slobozia                   | „Râpa Bulgarilor”, la 1 km S de sat 43.85°N 25.88333°E | Paleolitic superior, Cultura Aurignacian                                    | Încarcă foto \| video | Raportează eroare |
| GR-I-s-B-14833 (RAN: 102801.01)                     | Așezarea de tip tell de la Stoenești, punct „Măgura Tangâru” | sat Stoenești; comuna Stoenești                 | „Măgura Tangâru”, la 1,5 km N de sat 44.16667°N 25.88333°E | Neolitic, Cultura Boian, fazele III și IV; Cultura Gumelnița fazele I - III | Încarcă foto \| video | Raportează eroare |
| GR-I-s-B-14834 (RAN: 101715.01)                     | Așezarea de tip tell de la Uzunu | sat Uzunu; comuna Călugăreni                    | În vatra satului 44.15°N 25.95°E | Neolitic, Cultura Boian; cultura Gumelnița                                  | Încarcă foto \| video | Raportează eroare |
| GR-I-s-B-14835 (RAN: 100825.01)                     | Situl arheologic de la Varlaam, punct „Terasa Argeșului” | sat Varlaam; comuna Adunații Copăceni           | „Terasa Argeșului”, la marginea de NE a satului 44.23333°N 26.08333°E |                                                                             | Încarcă foto \| video | Raportează eroare |
| GR-I-m-B-14835.01 (RAN: 100825.01.02)               | Așezare | sat Varlaam; comuna Adunații Copăceni           | „Terasa Argeșului”, la marginea de NE a satului 44.23333°N 26.08333°E | sec. II-IV p. Chr.                                                          | Încarcă foto \| video | Raportează eroare |
| GR-I-m-B-14835.02 (RAN: 100825.01.01)               | Așezare | sat Varlaam; comuna Adunații Copăceni           | „Terasa Argeșului”, la marginea de NE a satului 44.23333°N 26.08333°E | Epoca bronzului timpuriu, Cultura Glina III                                 | Încarcă foto \| video | Raportează eroare |
| GR-I-s-B-14836 (RAN: 105883.01)                     | Așezare | sat Vărăști; comuna Vărăști                     | „Valea lui Gâlcă”, la E de sat 44.25°N 26.25°E | Neolitic                                                                    | Încarcă foto \| video | Raportează eroare |
| GR-I-s-B-14837 (RAN: 105883.02)                     | Așezare | sat Vărăști; comuna Vărăști                     | La ieșirea din fostul sat Obedeni spre Vărăști 44.23333°N 26.25833°E | sec. III - I a. Chr., Latène                                                | Încarcă foto \| video | Raportează eroare |
| GR-I-s-B-14838 (RAN: 105883.03)                     | Situl arheologic de la Vărăști, punct „Hotarul Cocoanei” | sat Vărăști; comuna Vărăști                     | „Hotarul Cocoanei”, în fostul sat Obedeni |                                                                             | Încarcă foto \| video | Raportează eroare |
| GR-I-m-B-14838.01 (RAN: 105883.03.02)               | Așezare | sat Vărăști; comuna Vărăști                     | „Hotarul Cocoanei”, în fostul sat Obedeni 44.21667°N 26.25°E | Epoca medievală timpurie, Cultura Dridu                                     | Încarcă foto \| video | Raportează eroare |
| GR-I-m-B-14838.02 (RAN: 105883.03.01)               | Așezare | sat Vărăști; comuna Vărăști                     | „Hotarul Cocoanei”, în fostul sat Obedeni 44.21667°N 26.25°E | Latène                                                                      | Încarcă foto \| video | Raportează eroare |
| GR-I-s-B-14839 (RAN: 105883.04)                     | Situl arheologic de la Vărăști | sat Vărăști; comuna Vărăști                     | La ieșirea din sat către Dobreni, lângă albia veche a Sabarului |                                                                             | Încarcă foto \| video | Raportează eroare |
| GR-I-m-B-14839.01 (RAN: 105883.04.02)               | Așezare | sat Vărăști; comuna Vărăști                     | La ieșirea din sat către Dobreni, lângă albia veche a Sabarului 44.25°N 26.25°E | Latène, Cultura geto-dacică                                                 | Încarcă foto \| video | Raportează eroare |
| GR-I-m-B-14839.02 (RAN: 105883.04.01)               | Așezare | sat Vărăști; comuna Vărăști                     | La ieșirea din sat către Dobreni, lângă albia veche a Sabarului 44.25°N 26.25°E | Epoca bronzului, Cultura Tei, faza IV                                       | Încarcă foto \| video | Raportează eroare |
| GR-I-s-B-14840 (RAN: 106041.01)                     | Așezare | sat Vânătorii Mari; comuna Vânătorii Mici       | La cca. 500 m de sat, spre Corbeanca 44.46667°N 25.54167°E | Epoca bronzului timpuriu, Cultura Glina III                                 | Încarcă foto \| video | Raportează eroare |
| GR-I-s-B-14841 (RAN: 105918.01)                     | Situl arheologic de la Vedea | sat Vedea; comuna Vedea                         | La cca. 500-700 m V de sat |                                                                             | Încarcă foto \| video | Raportează eroare |
| GR-I-m-B-14841.01 (RAN: 105918.01.02)               | Așezare | sat Vedea; comuna Vedea                         | La cca. 500-700 m V de sat 43.78333°N 25.83333°E | Epoca medievală timpurie, Cultura Dridu                                     | Încarcă foto \| video | Raportează eroare |
| GR-I-m-B-14841.02 (RAN: 105918.01.01)               | Așezare | sat Vedea; comuna Vedea                         | La cca. 500-700 m V de sat 43.78333°N 25.83333°E | sec. IV p. Chr.                                                             | Încarcă foto \| video | Raportează eroare |
| GR-I-s-B-14842 (RAN: 102151.01)                     | Situl arheologic de la Vlad Țepeș, punct „Dealul Oltenilor” | sat Vlad Țepeș; comuna Comana                   | „Dealul Oltenilor”, la S de sat, pe valea Gurbanului 44.11666°N 28.125°E |                                                                             | Încarcă foto \| video | Raportează eroare |
| GR-I-m-B-14842.01 (RAN: 102151.01.05)               | Așezare | sat Vlad Țepeș; comuna Comana                   | „Dealul Oltenilor”, la S de sat, pe valea Gurbanului 44.11666°N 28.125°E | sec. IX, Epoca medievală timpurie                                           | Încarcă foto \| video | Raportează eroare |
| GR-I-m-B-14842.02 (RAN: 102151.01.04)               | Așezare | sat Vlad Țepeș; comuna Comana                   | „Dealul Oltenilor”, la S de sat, pe valea Gurbanului 44.11666°N 28.125°E | sec. IV p. Chr.                                                             | Încarcă foto \| video | Raportează eroare |
| GR-I-m-B-14842.03 (RAN: 102151.01.03)               | Așezare | sat Vlad Țepeș; comuna Comana                   | „Dealul Oltenilor”, la S de sat, pe valea Gurbanului 44.11666°N 28.125°E | sec. III - I a. Chr., Latène                                                | Încarcă foto \| video | Raportează eroare |
| GR-I-m-B-14842.04 (RAN: 102151.01.01)               | Așezare | sat Vlad Țepeș; comuna Comana                   | „Dealul Oltenilor”, la S de sat, pe valea Gurbanului 44.11666°N 28.125°E | Neolitic, Cultura Boian; Cultura Gumelnița                                  | Încarcă foto \| video | Raportează eroare |
| GR-I-s-B-14843 (RAN: 102151.02)                     | Situl arheologic de la Vlad Țepeș, punct „Buturugile” | sat Vlad Țepeș; comuna Comana                   | „Buturugile”, la NV de sat |                                                                             | Încarcă foto \| video | Raportează eroare |
| GR-I-m-B-14843.01 (RAN: 102151.02.04)               | Așezare | sat Vlad Țepeș; comuna Comana                   | „Buturugile”, la NV de sat | sec. VIII-IX                                                                | Încarcă foto \| video | Raportează eroare |
| GR-I-m-B-14843.02 (RAN: 102151.02.03)               | Așezare | sat Vlad Țepeș; comuna Comana                   | „Buturugile”, la NV de sat | sec. IV p. Chr.                                                             | Încarcă foto \| video | Raportează eroare |
| GR-I-m-B-14843.03 (RAN: 102151.02.02)               | Așezare | sat Vlad Țepeș; comuna Comana                   | „Buturugile”, la NV de sat | sec. III - I a. Chr., Latène                                                | Încarcă foto \| video | Raportează eroare |
| GR-I-s-B-14844 (RAN: 106050.01)                     | Așezare | sat Zădăriciu; comuna Vânătorii Mici            | „La Cazan”, la SV de sat 44.475°N 25.58333°E | sec. IV p. Chr.                                                             | Încarcă foto \| video | Raportează eroare |
| GR-I-s-B-14845 (RAN: 106050.02)                     | Așezare | sat Zădăriciu; comuna Vânătorii Mici            | La marginea de N a satului 44.46667°N 25.58333°E | sec. IV p. Chr.                                                             | Încarcă foto \| video | Raportează eroare |
| GR-II-m-B-14846                                     | Cheiul de piatră | municipiul Giurgiu                              | Pe canalul Sf. Gheorghe | 1876                                                                        |                       | Raportează eroare |
| GR-II-m-B-14848                                     | Casa | municipiul Giurgiu                              | Str. Alecsandri Vasile 4 | 1899                                                                        | Încarcă foto \| video | Raportează eroare |
| GR-II-m-B-14849                                     | Casa Dr.A. Vianu | municipiul Giurgiu                              | Str. Alecsandri Vasile 7 | înc. sec. XX                                                                | Încarcă foto \| video | Raportează eroare |
| GR-II-m-B-14850                                     | Casa N. N. Condeescu | municipiul Giurgiu                              | Str. Alecsandri Vasile 15 | 1899                                                                        | Încarcă foto \| video | Raportează eroare |
| GR-II-m-B-14851                                     | Casa Dan Barbilian | municipiul Giurgiu                              | Str. Barbilian Dan 6 | 1960                                                                        |                       | Raportează eroare |
| GR-II-m-B-14852                                     | Liceul „Ion Majorescu” | municipiul Giurgiu                              | Str. Barcian Droc Nicolae, prof. 8 | 1896                                                                        | Încarcă foto \| video | Raportează eroare |
| GR-II-m-B-14853                                     | Casa | municipiul Giurgiu                              | Str. Bălănescu Nicolae 24 | 1909                                                                        |                       | Raportează eroare |
| GR-II-m-B-14854                                     | Casa Elena Marinescu | municipiul Giurgiu                              | Str. Bălănescu Nicolae 29 | 1900                                                                        | Încarcă foto \| video | Raportează eroare |
| GR-II-m-B-14855                                     | Casa Iancu Marinescu | municipiul Giurgiu                              | Str. Bălănescu Nicolae 37 | 1901                                                                        |                       | Raportează eroare |
| GR-II-m-B-14856                                     | Casa Ștefan Chiovici | municipiul Giurgiu                              | Str. Bălănescu Nicolae 54 | 1870                                                                        | Încarcă foto \| video | Raportează eroare |
| GR-II-m-B-14858                                     | Casa Ștefănescu | municipiul Giurgiu                              | Str. Berthelot Henri M., general 23 | 1895                                                                        | Încarcă foto \| video | Raportează eroare |
| GR-II-m-B-14859                                     | Școala Ion Zalomit | municipiul Giurgiu                              | Str. Botev Hristo 2 | 1868                                                                        | Încarcă foto \| video | Raportează eroare |
| GR-II-m-B-14860                                     | Casa Alexandru Cartojan | municipiul Giurgiu                              | Str. Botev Hristo 9 | 1900                                                                        | Încarcă foto \| video | Raportează eroare |
| GR-II-m-B-14861                                     | Biserica romano-catolică | municipiul Giurgiu                              | Str. Botev Hristo 12 43.88801°N 25.96596°E | 1885                                                                        | Alte imagini          | Raportează eroare |
| GR-II-m-B-14862                                     | Casă, azi sediu Procuratură | municipiul Giurgiu                              | Str. Botev Hristo 19 | 1900                                                                        | Încarcă foto \| video | Raportează eroare |
| GR-II-m-B-14863                                     | Biserica „Sf. Treime”-Smârda | municipiul Giurgiu                              | Str. Braniștei 1 | 1852                                                                        | Încarcă foto \| video | Raportează eroare |
| GR-II-m-B-14864 (RAN: 100530.05)                    | Catedrala episcopală „Adormirea Maicii Domnului” | municipiul Giurgiu                              | Bd. București 2 43.8918°N 25.9664°E | 1852                                                                        | Alte imagini          | Raportează eroare |
| GR-II-a-B-14867                                     | Ansamblul comemorativ al eroilor din primul război mondial | municipiul Giurgiu                              | Bd. București 18A-B | 1939                                                                        |                       | Raportează eroare |
| GR-II-m-B-14867.01                                  | Biserica „Înălțarea Domnului”-a Eroilor | municipiul Giurgiu                              | Bd. București 18A | 1939                                                                        |                       | Raportează eroare |
| GR-II-m-B-14867.02                                  | Mausoleul Eroilor | municipiul Giurgiu                              | Bd. București 18B | 1939                                                                        |                       | Raportează eroare |
| GR-II-m-B-14865                                     | Căminul de Ucenici, azi Primăria | municipiul Giurgiu                              | Bd. București 49-51 | 1933                                                                        |                       | Raportează eroare |
| GR-II-m-B-14868                                     | Casa | municipiul Giurgiu                              | Str. Călugăreni 5 | 1905                                                                        | Încarcă foto \| video | Raportează eroare |
| GR-II-m-B-14869                                     | Casa Dr. Caragea | municipiul Giurgiu                              | Str. Călugăreni 6 | 1870                                                                        | Încarcă foto \| video | Raportează eroare |
| GR-II-m-B-14870                                     | Casa V. Cochinescu | municipiul Giurgiu                              | Str. Călugăreni 29 | 1890-1900                                                                   | Încarcă foto \| video | Raportează eroare |
| GR-II-m-B-14871                                     | Casa | municipiul Giurgiu                              | Str. Cerbului 15 | 1910                                                                        | Încarcă foto \| video | Raportează eroare |
| GR-II-m-B-14872                                     | Casa Dr. Filip Păunescu, azi Fundația BETHEL | municipiul Giurgiu                              | Str. Coșbuc George 6 | 1890                                                                        | Încarcă foto \| video | Raportează eroare |
| GR-II-m-B-14873                                     | Casă, azi secție a Muzeului județean | municipiul Giurgiu                              | Str. Coșbuc George 14 | 1910                                                                        | Încarcă foto \| video | Raportează eroare |
| GR-II-m-B-14874                                     | Casa Mateescu | municipiul Giurgiu                              | Str. Cuza Vodă 15 | 1890                                                                        | Încarcă foto \| video | Raportează eroare |
| GR-II-m-B-14857                                     | Sediul administrativ al Fabricii de cărămidă | municipiul Giurgiu                              | Str. Dâmboviței 1 | 1940                                                                        | Încarcă foto \| video | Raportează eroare |
| GR-II-m-B-14875                                     | Casa Vasile Dorobanțu | municipiul Giurgiu                              | Str. Dobrogeanu Gherea Constantin 1 | 1905-1928                                                                   |                       | Raportează eroare |
| GR-II-m-B-14876                                     | Prefectura, azi Muzeul județean | municipiul Giurgiu                              | Str. Dobrogeanu Gherea Constantin 3 43.8864°N 25.96358°E | 1870-1903                                                                   |                       | Raportează eroare |
| GR-II-m-B-14877                                     | Tribunalul, azi Prefectura | municipiul Giurgiu                              | Str. Dobrogeanu Gherea Constantin 5 | 1935                                                                        |                       | Raportează eroare |
| GR-II-a-B-14878                                     | Ansamblul urban „Parcul Alei, cu imobilele limitrofe” | municipiul Giurgiu                              | Str. Dobrogeanu Gherea Constantin, perimetrul zonei urmează limitele posterioare ale loturilor imobilelor limitrofe parcului. Delimitare cf. PUG avizat                                          | sec. XIX-XX                                                                 |                       | Raportează eroare |
| GR-II-m-B-14879                                     | Poliția municipală | municipiul Giurgiu                              | Str. Doja Gheorghe 1 | 1930                                                                        |                       | Raportează eroare |
| GR-II-m-A-14880 (RAN: 100530.04)                    | Fragment din zidul cetății turcești-Tabia | municipiul Giurgiu                              | Str. Dunării, în spatele loturilor | sec. XVIII                                                                  | Încarcă foto \| video | Raportează eroare |
| GR-II-m-B-14881                                     | Fabrica de Bere | municipiul Giurgiu                              | Str. Dunării 32 | 1905                                                                        |                       | Raportează eroare |
| GR-II-a-B-14882                                     | Ansamblul urban „Cartierul Fabricii de Zahăr” | municipiul Giurgiu                              | Aleea Fabricii, perimetrul fabricii cu dotările edilitare șilocuințele de serviciu, până la str. Păcii, inclusiv. Delimitare cf. PUG avizat                                                      | 1913                                                                        | Încarcă foto \| video | Raportează eroare |
| GR-II-m-B-14883                                     | Casa H. Potamian, azi Ocolul silvic | municipiul Giurgiu                              | Str. Frumoasei 24 | 1912                                                                        | Încarcă foto \| video | Raportează eroare |
| GR-II-a-B-14884                                     | Ansamblul urban „Strada Gării” | municipiul Giurgiu                              | Str. Gării, ambele fronturi, nr. 1-95, respectiv nr. 2-116, până la limita posterioară a loturilor. Delimitare cf. PUG avizat                                                                    | sec. XIX-XX                                                                 | Încarcă foto \| video | Raportează eroare |
| GR-II-a-B-14886                                     | Ansamblul urban „Str. Mircea cel Bătrân” | municipiul Giurgiu                              | Str. Mircea cel Bătrân, frontul nr. 16-32, respectiv nr. 17-25 (inclusiv clădirea de colț cu adresa pe str. C.D. Gherea nr. 1) până la limita posterioară a loturilor. Delimitare cf. PUG avizat | sec. XIX-XX                                                                 |                       | Raportează eroare |
| GR-II-m-B-14887                                     | Biserica „Buna Vestire”-Grecească | municipiul Giurgiu                              | Str. Mircea cel Bătrân 16 | 1864                                                                        | Încarcă foto \| video | Raportează eroare |
| GR-II-m-B-14888                                     | Primăria, azi Școala de muzică | municipiul Giurgiu                              | Str. Mircea cel Bătrân 19 | 1889                                                                        | Încarcă foto \| video | Raportează eroare |
| GR-II-m-B-14889                                     | Școala Comercială, azi Institutul de Proiectări | municipiul Giurgiu                              | Str. Mircea cel Bătrân 26 | 1900                                                                        | Încarcă foto \| video | Raportează eroare |
| GR-II-m-B-14890                                     | Biserica „Sf. Nicolae” | municipiul Giurgiu                              | Str. Mircea cel Bătrân 38 | 1830                                                                        | Alte imagini          | Raportează eroare |
| GR-II-m-B-14891                                     | Casa Stelian Vasilescu | municipiul Giurgiu                              | Str. Parcului 22 | 1880                                                                        | Încarcă foto \| video | Raportează eroare |
| GR-II-m-B-14892                                     | Casa Ștefan Burileanu | municipiul Giurgiu                              | Str. Păcii 3 | 1913                                                                        |                       | Raportează eroare |
| GR-II-m-B-14894                                     | Podul Bizetz | municipiul Giurgiu                              | Șos. Portului, peste canalul Sf. Gheorghe 43.88391°N 25.96406°E | 1905                                                                        |                       | Raportează eroare |
| GR-II-m-B-14893                                     | Căpitănia Portului Giurgiu | municipiul Giurgiu                              | Șos. Portului 1 43.8695°N 25.9648°E | 1939-1945                                                                   |                       | Raportează eroare |
| GR-II-a-B-14895                                     | Șantierul naval | municipiul Giurgiu                              | Str. Portului 1 | 1910                                                                        | Încarcă foto \| video | Raportează eroare |
| GR-II-m-B-14895.01                                  | Atelierele vechi | municipiul Giurgiu                              | Str. Portului 1 | 1910                                                                        |                       | Raportează eroare |
| GR-II-m-B-14895.02                                  | Administrația șantierului naval | municipiul Giurgiu                              | Str. Portului 1 | 1910                                                                        |                       | Raportează eroare |
| GR-II-m-B-14896                                     | Casa N. Miltiade, azi restaurant | municipiul Giurgiu                              | Str. Episcopiei 11 | 1900                                                                        | Încarcă foto \| video | Raportează eroare |
| GR-II-m-B-14897                                     | Administrația Financiară, azi Episcopia Giurgiului | municipiul Giurgiu                              | Str. Episcopiei 13 | 1915                                                                        |                       | Raportează eroare |
| GR-II-m-B-14898                                     | Institutul de Fete „Modern”, azi Inspectoratul școlar | municipiul Giurgiu                              | Str. Portului 17 | 1900                                                                        |                       | Raportează eroare |
| GR-II-m-B-14899                                     | Ateneul „Nicolae Bălănescu” - fațada de sud cu porticul neoclasic cu trepte de la intrarea principală și fațada de est cu porticul încorporat al fostei case Bălănescu | municipiul Giurgiu                              | Str. Episcopiei 21 | 1940                                                                        |                       | Raportează eroare |
| GR-II-m-B-14900                                     | Casă | municipiul Giurgiu                              | Str. Sadoveanu Mihail 2 | 1905                                                                        | Încarcă foto \| video | Raportează eroare |
| GR-II-m-B-14901                                     | Casa Vârbănescu | municipiul Giurgiu                              | Str. Sadoveanu Mihail 7 | 1900                                                                        | Încarcă foto \| video | Raportează eroare |
| GR-II-m-B-14902                                     | Casă | municipiul Giurgiu                              | Str. Sadoveanu Mihail 18 | 1900                                                                        | Încarcă foto \| video | Raportează eroare |
| GR-II-a-B-14906                                     | Ansamblul urban „Str. Ștefan cel Mare” | municipiul Giurgiu                              | Str. Ștefan cel Mare, ambele fronturi, inclusiv Piațeta Sf. Gheorghe, până la limita posterioară a loturilor. Delimitare cf. PUG avizat                                                          | sec. XIX-XX                                                                 | Încarcă foto \| video | Raportează eroare |
| GR-II-m-B-14905                                     | Hotel, ulterior restaurant „Meteor”, azi locuință | municipiul Giurgiu                              | Str. Ștefan cel Mare 1-3 | 1912                                                                        |                       | Raportează eroare |
| GR-II-m-B-14907                                     | Casa Hentze | municipiul Giurgiu                              | Str. Ștefan cel Mare 2 | 1907                                                                        |                       | Raportează eroare |
| GR-II-m-B-14908                                     | Percepția, azi sediu Secția Căi Navigabile | municipiul Giurgiu                              | Str. Ștefan cel Mare 4 | 1928                                                                        |                       | Raportează eroare |
| GR-II-m-B-14909                                     | Han, azi casa I. Răcășanu | municipiul Giurgiu                              | Str. Ștefan cel Mare 5 | 1905                                                                        |                       | Raportează eroare |
| GR-II-m-B-14910                                     | Banca Națională, azi Biblioteca județeană | municipiul Giurgiu                              | Str. Ștefan cel Mare 14 | 1928                                                                        |                       | Raportează eroare |
| GR-II-m-B-14911                                     | Casă | municipiul Giurgiu                              | Str. Ștefan cel Mare 19 | 1890                                                                        |                       | Raportează eroare |
| GR-II-m-B-14912                                     | Casă | municipiul Giurgiu                              | Str. Ștefan cel Mare 21 | 1890                                                                        |                       | Raportează eroare |
| GR-II-m-A-14913 (RAN: 100530.03)                    | Turnul Ceasornicului | municipiul Giurgiu                              | Piața Unirii 43.89034°N 25.96478°E | 1771                                                                        | Alte imagini          | Raportează eroare |
| GR-II-m-B-14847                                     | Uzina de Apă | municipiul Giurgiu                              | Str. Uzinei 2 | 1910                                                                        |                       | Raportează eroare |
| GR-II-m-B-14903                                     | Biserica „Sf. Gheorghe” | municipiul Giurgiu                              | Str. Vianu Tudor 1, în Piața Sf. Gheorghe | 1840, ref. 1937, 2004                                                       |                       | Raportează eroare |
| GR-II-m-B-14904                                     | Școala nr. 1 | municipiul Giurgiu                              | Str. Vianu Tudor 2, în Piața Sf. Gheorghe | 1890                                                                        |                       | Raportează eroare |
| GR-II-m-B-14914                                     | Casă | municipiul Giurgiu                              | Str. Vianu Tudor 22 | 1912                                                                        | Încarcă foto \| video | Raportează eroare |
| GR-II-m-B-14915                                     | Casa Emil Gulian | municipiul Giurgiu                              | Str. Victoriei 13 | 1898                                                                        | Încarcă foto \| video | Raportează eroare |
| GR-II-m-B-14916                                     | Casă | municipiul Giurgiu                              | Str. Victoriei 18 | 1905                                                                        | Încarcă foto \| video | Raportează eroare |
| GR-II-m-B-14920                                     | Conacul Col. Chiriac | sat Adunații-Copăceni; comuna Adunații-Copăceni | În fostul sat Argeș 44.26633°N 26.05097°E | înc. sec. XX                                                                | Încarcă foto \| video | Raportează eroare |
| GR-II-m-B-14921                                     | Conacul Marmorosch-Blank | sat Adunații-Copăceni; comuna Adunații-Copăceni | Intr. Sf. Ioan 1, în fostul sat Argeș 44.25399°N 26.04792°E | 1897                                                                        | Încarcă foto \| video | Raportează eroare |
| GR-II-m-B-14917                                     | Biserica „Adormirea Maicii Domnului” | sat Adunații-Copăceni; comuna Adunații-Copăceni | Str. Bisericii 3 | 1875, ref. 1935                                                             | Încarcă foto \| video | Raportează eroare |
| GR-II-m-B-14918                                     | Școală, azi Poștă | sat Adunații-Copăceni; comuna Adunații-Copăceni | Str. Bisericii 1 | sf. sec. XIX                                                                | Încarcă foto \| video | Raportează eroare |
| GR-II-m-B-14922                                     | Biserica „Cuvioasa Paraschiva” | sat Bălanu; comuna Stănești                     | Str. Principală 38 | 1898-1900                                                                   | Încarcă foto \| video | Raportează eroare |
| GR-II-m-B-14923                                     | Biserica „Adormirea Maicii Domnului” | sat Băneasa; comuna Băneasa                     | La cca. 200 m de primărie | 1908-1910                                                                   | Încarcă foto \| video | Raportează eroare |
| GR-II-m-B-14928                                     | Biserica „Sf. Nicolae”, „Sf. Mc. Manuil” | sat Bolintin-Deal; comuna Bolintin-Deal         | Bd. Muncii 14 | 1886                                                                        | Încarcă foto \| video | Raportează eroare |
| GR-II-m-B-14924                                     | Școala de fete, ulterior Poșta | sat Bolintin-Deal; comuna Bolintin-Deal         | Bd. Muncii 16 | sf. sec. XIX                                                                | Încarcă foto \| video | Raportează eroare |
| GR-II-m-B-14925                                     | Primărie | sat Bolintin-Deal; comuna Bolintin-Deal         | Bd. Muncii 18 | sf. sec. XIX                                                                | Încarcă foto \| video | Raportează eroare |
| GR-II-m-A-14926                                     | Conacul Băleanu, ulterior Hubert, azi Spital | sat Bolintin-Deal; comuna Bolintin-Deal         | Bd. Republicii f.n. 44.45394°N 25.82228°E | înc. sec. XX                                                                | Încarcă foto \| video | Raportează eroare |
| GR-II-m-B-14927                                     | Conacul Hubert, azi Spitalul comunal | sat Bolintin-Deal; comuna Bolintin-Deal         | Bd. Republicii f.n. | înc. sec. XX                                                                | Încarcă foto \| video | Raportează eroare |
| GR-II-m-B-14930                                     | Pretura, azi Primăria | oraș Bolintin Vale                              | Str. Libertății 1, în Piața centrală | sf. sec. XIX                                                                | Alte imagini          | Raportează eroare |
| GR-II-m-B-14933                                     | Casa Manolache | oraș Bolintin Vale                              | Str. Partizani 2 | 1910-1920                                                                   |                       | Raportează eroare |
| GR-II-m-B-14935                                     | Biserica „Adormirea Maicii Domnului” | oraș Bolintin Vale                              | Str. Republicii f.n., în Piața centrală 44.44621°N 25.75776°E | 1832                                                                        | Alte imagini          | Raportează eroare |
| GR-II-m-B-14932                                     | Poșta veche | oraș Bolintin Vale                              | Str. Republicii 2M, în Piața centrală | sf. sec. XIX                                                                |                       | Raportează eroare |
| GR-II-m-B-14929                                     | Primăria veche, azi Clubul elevilor | oraș Bolintin Vale                              | Str. Republicii 5, în Piața centrală | sf. sec. XIX                                                                |                       | Raportează eroare |
| GR-II-m-B-14931                                     | Școala veche | oraș Bolintin Vale                              | Str. Republicii 5, în Piața centrală 44.44697°N 25.75718°E | 1899                                                                        | Alte imagini          | Raportează eroare |
| GR-II-m-B-14937                                     | Biserica „Adormirea Maicii Domnului” | sat Braniștea; comuna Oinacu                    | Str. Bisericii 1, la cca. 600 m de DJ 507 | 1886                                                                        | Încarcă foto \| video | Raportează eroare |
| GR-II-m-B-14936                                     | Biserica „Sf. Gheorghe” | sat Brăniștari; comuna Călugăreni               | În partea de SE a satului, la cca. 300 m de DJ 411 | sf. sec. XIX                                                                | Încarcă foto \| video | Raportează eroare |
| GR-II-m-B-14942                                     | Vechea primărie, azi secție de Poliție | sat Bucșani; comuna Bucșani                     | Str. Principală 236 44.36804°N 25.66046°E | înc. sec. XX                                                                |                       | Raportează eroare |
| GR-II-m-B-14938                                     | Biserica „Sf. Nicolae” | sat Bucșani; comuna Bucșani                     | Str. Principală 234 44.36793°N 25.66011°E | 1836                                                                        |                       | Raportează eroare |
| GR-II-m-B-14941                                     | Școala veche | sat Bucșani; comuna Bucșani                     | Str. Principală 232, lângă biserică și primăria veche 44.36823°N 25.66001°E | înc. sec. XX                                                                |                       | Raportează eroare |
| GR-II-m-B-14940                                     | Conacul Hristodor Ionescu | sat Bucșani; comuna Bucșani                     | Str. Principală 228 44.369°N 25.65948°E | înc. sec. XX                                                                |                       | Raportează eroare |
| GR-II-m-B-14943                                     | Casa Stan Cangea, fost Cămin cultural | sat Bucșani; comuna Bucșani                     | Str. Principală 214 44.37057°N 25.65866°E | 1933                                                                        |                       | Raportează eroare |
| GR-II-m-B-14939                                     | Conacul C. Angelescu | sat Bucșani; comuna Bucșani                     | Str. Principală 199 44.36871°N 25.66091°E | înc. sec. XX                                                                |                       | Raportează eroare |
| GR-II-m-B-14945                                     | Conacul Mihail Kogălniceanu, ulterior Emil Grădișteanu | sat Budeni; comuna Comana                       | Str. Conacului 5 44.1903°N 26.11222°E | sf. sec. XIX                                                                | Încarcă foto \| video | Raportează eroare |
| GR-II-m-B-14944                                     | Biserica „Adormirea Maicii Domnului” | sat Budeni; comuna Comana                       | Str. Vârlarului 258 | 1882                                                                        | Încarcă foto \| video | Raportează eroare |
| GR-II-m-B-14948                                     | Școala veche, azi muzeul Nichifor Crainic | sat Bulbucata; comuna Bulbucata                 | Str. Spanisteanu Constantin 2 | 1882                                                                        | Încarcă foto \| video | Raportează eroare |
| GR-II-m-B-14949                                     | Grădinița | sat Bulbucata; comuna Bulbucata                 | Str. Spanisteanu Constantin 6 | 1882                                                                        | Încarcă foto \| video | Raportează eroare |
| GR-II-m-B-14950                                     | Primărie | sat Bulbucata; comuna Bulbucata                 | Str. Crainic Nichifor 70 | 1888                                                                        | Încarcă foto \| video | Raportează eroare |
| GR-II-m-B-14946                                     | Biserica „Sf. Gheorghe” | sat Bulbucata; comuna Bulbucata                 | Str. Velea 104 | 1860                                                                        | Încarcă foto \| video | Raportează eroare |
| GR-II-m-B-14947                                     | Biserica „Sf. Ștefan” | sat Bulbucata; comuna Bulbucata                 | Str. Crainic Nichifor 15 | 1860                                                                        | Încarcă foto \| video | Raportează eroare |
| GR-II-m-B-14951                                     | Conacul Voinea, fostă secție a Institutului Pasteur | sat Bulbucata; comuna Bulbucata                 | Str. Crainic Nichifor 96 44.28115°N 25.81375°E | 1921-1940                                                                   | Încarcă foto \| video | Raportează eroare |
| GR-II-m-B-14952                                     | Moara cu turbine Voinea | sat Bulbucata; comuna Bulbucata                 | Str. Crainic Nichifor 146 | 1921-1940                                                                   | Încarcă foto \| video | Raportează eroare |
| GR-II-m-B-15071                                     | Biserica „Sf. Gheorghe” | sat Cartojani; comuna Roata de Jos              | Str. Bisericii 51 44.4291°N 25.49127°E | 1852                                                                        |                       | Raportează eroare |
| GR-II-m-B-14953                                     | Biserica „Adormirea Maicii Domnului”, „Sf. Nicolae” | sat Călugăreni; comuna Călugăreni               | | 1865                                                                        | Încarcă foto \| video | Raportează eroare |
| GR-II-m-B-14954                                     | Conacul Varthiadi | sat Călugăreni; comuna Călugăreni               | 44.18621°N 26.00269°E | sec. XIX                                                                    | Încarcă foto \| video | Raportează eroare |
| GR-II-m-B-14955                                     | Școala veche, azi muzeu | sat Călugăreni; comuna Călugăreni               | Vis a vis de biserica „Adormirea Maicii Domnului”, „Sf. Nicolae” | sec. XIX                                                                    | Încarcă foto \| video | Raportează eroare |
| GR-II-m-B-14956                                     | Moara Varthiadi | sat Călugăreni; comuna Călugăreni               | Pe Neajlov, lângă podul dinspre Hulubești | înc. sec. XX                                                                | Încarcă foto \| video | Raportează eroare |
| GR-II-m-B-20527                                     | Biserică de lemn | sat Călugăreni; comuna Călugăreni               | În cimitir | sec. XIX                                                                    | Încarcă foto \| video | Raportează eroare |
| GR-II-m-B-14957                                     | Fundațiile bisericii „Sf. Nicolae” | sat Cămineasca; comuna Schitu                   | Str. Ghiocelului 50 | 1867, reconstruită 2003                                                     | Încarcă foto \| video | Raportează eroare |
| GR-II-m-B-14958                                     | Conacul N. Dobrin, azi Centru de recuperare și reabilitare neuropsihiatrică                                                                                            | sat Cărpenișu; comuna Găiseni                   | Str. Principală 171, la 100 m față de biserică 44.53359°N 25.63033°E | sf. sec. XIX                                                                | Încarcă foto \| video | Raportează eroare |
| GR-II-a-B-14959 (RAN: 103112.01)                    | Mănăstirea Căscioarele | sat Căscioarele; comuna Găiseni                 | Str. Monumentului 29 | sec. XVII-XVIII                                                             | Încarcă foto \| video | Raportează eroare |
| GR-II-m-B-14959.01                                  | Biserica „Vovidenia” | sat Căscioarele; comuna Găiseni                 | Str. Monumentului 29 | 1725                                                                        | Încarcă foto \| video | Raportează eroare |
| GR-II-m-B-14959.02                                  | Turn clopotniță | sat Căscioarele; comuna Găiseni                 | Str. Monumentului 29 | 1753                                                                        | Încarcă foto \| video | Raportează eroare |
| GR-II-m-B-14959.03                                  | Zid de incintă | sat Căscioarele; comuna Găiseni                 | Str. Monumentului 29 | sec. XVII-XVIII, demolat până la fundații la mijl. sec. XX                  | Încarcă foto \| video | Raportează eroare |
| GR-II-m-B-14960                                     | Biserica „Cuvioasa Paraschiva”, „Sf. Nicolae” | sat Câmpurelu; comuna Colibași                  | Str. Școlii 3 | sec. XIX                                                                    | Încarcă foto \| video | Raportează eroare |
| GR-II-m-B-20197                                     | Biserica „Sf. Apostoli Petru și Pavel”, „Adormirea Maicii Domnului” | sat Cetatea; comuna Frătești                    | Str. Gării f.n. cartier Turbatu | 1864                                                                        | Încarcă foto \| video | Raportează eroare |
| GR-II-m-B-15021                                     | Conac | sat Chirculești; comuna Iepurești               | În zona centrală a localității 44.26618°N 25.92209°E | 1864                                                                        | Încarcă foto \| video | Raportează eroare |
| GR-II-m-B-14961                                     | Biserica „Adormirea Maicii Domnului” | sat Chiriacu; comuna Izvoarele                  | Pe DJ 503 A | 1902                                                                        | Încarcă foto \| video | Raportează eroare |
| GR-II-m-B-14963                                     | Biserica „Nașterea Maicii Domnului” | sat Clejani; comuna Clejani                     | | 1850-1902                                                                   | Încarcă foto \| video | Raportează eroare |
| GR-II-m-B-14965                                     | Hanul maiorului Mișa Anastasievici, azi bibliotecă | sat Clejani; comuna Clejani                     | Șos. Principală 64 | 1859                                                                        | Încarcă foto \| video | Raportează eroare |
| GR-II-m-B-14962                                     | Biserica „Sf. Arhangheli Mihail și Gavril” | sat Clejani; comuna Clejani                     | Aleea Bisericii 3 | 1864                                                                        | Încarcă foto \| video | Raportează eroare |
| GR-II-m-B-14964                                     | Ruinele Școlii de Meserii | sat Clejani; comuna Clejani                     | Aleea Bisericii 5, la V de biserica „Sf. Arhangheli Mihail și Gavril” | 1834, ref. 1853                                                             | Încarcă foto \| video | Raportează eroare |
| GR-II-m-B-14966                                     | Biserica „Cuvioasa Paraschiva” | sat Colibași; comuna Colibași                   | Str. Principală 166A | 1880                                                                        | Încarcă foto \| video | Raportează eroare |
| GR-II-a-A-14967 (RAN: 102115.05)                    | Mănăstirea Comana | sat Comana; comuna Comana                       | Str. Radu Șerban 392 44.17672°N 26.14296°E | sec. XVI-XVIII                                                              | Alte imagini          | Raportează eroare |
| GR-II-m-A-14967.01                                  | Biserica „Sf. Nicolae” | sat Comana; comuna Comana                       | Str. Radu Șerban 392 44.1765°N 26.14272°E | sec. XVI-XVIII                                                              | Alte imagini          | Raportează eroare |
| GR-II-m-A-14967.02                                  | Casă domnească | sat Comana; comuna Comana                       | Str. Radu Șerban 392 | sec. XVI-XVIII                                                              |                       | Raportează eroare |
| GR-II-m-A-14967.03                                  | Chilii | sat Comana; comuna Comana                       | Str. Radu Șerban 392 | sec. XVI-XVIII                                                              |                       | Raportează eroare |
| GR-II-m-A-14967.04                                  | Turn clopotniță | sat Comana; comuna Comana                       | Str. Radu Șerban 392 44.17634°N 26.14273°E | sec. XVI-XVIII                                                              | Alte imagini          | Raportează eroare |
| GR-II-m-A-14967.05                                  | Zid de incintă | sat Comana; comuna Comana                       | Str. Radu Șerban 392 44.17676°N 26.14311°E | sec. XVI-XVIII                                                              |                       | Raportează eroare |
| GR-II-m-A-14967.06                                  | Mausoleul Eroilor căzuți în primul Război Mondial | sat Comana; comuna Comana                       | Str. Radu Șerban 392 | 1932                                                                        |                       | Raportează eroare |
| GR-II-m-B-14969                                     | Biserica „Sf. Împărați Constantin și Elena” | sat Copaciu; comuna Ghimpați                    | Șos. Letca Veche 14 | 1876                                                                        | Încarcă foto \| video | Raportează eroare |
| GR-II-m-B-14997                                     | Conacul Petrașcu, azi unitate de pompieri | sat Copaciu; comuna Ghimpați                    | Șos. Letca Veche 16, în fostul sat Copaciu 44.18588°N 25.76696°E | 1885                                                                        | Încarcă foto \| video | Raportează eroare |
| GR-II-m-B-14971                                     | Conacul Nica Dorobanțu | sat Cosoba; comuna Cosoba                       | Str. Principală 428, la ieșirea din localitate spre Ulmi 44.52824°N 25.80823°E | cca. 1900                                                                   | Încarcă foto \| video | Raportează eroare |
| GR-II-m-B-14970                                     | Biserica „Adormirea Maicii Domnului” | sat Cosoba; comuna Cosoba                       | Str. Bisericii 22 | 1899                                                                        | Încarcă foto \| video | Raportează eroare |
| GR-II-m-B-14972                                     | Biserica „Sf. Ioan Botezătorul” | sat Crânguri; comuna Singureni                  | Șos. Călugăreni 132 | 1867                                                                        | Încarcă foto \| video | Raportează eroare |
| GR-II-m-B-14973                                     | Biserica „Sf. Împărați Constantin și Elena” | sat Crevedia Mare; comuna Crevedia Mare         | Str. Bisericii 291 44.43303°N 25.62282°E | 1836, ref. 1924                                                             |                       | Raportează eroare |
| GR-II-m-B-14974                                     | Depozitul de tutun | sat Crevedia Mare; comuna Crevedia Mare         | Str. Franței 247 44.43135°N 25.62545°E | înc. sec. XX                                                                |                       | Raportează eroare |
| GR-II-m-B-14975                                     | Biserica „Sf. Gheorghe” | sat Crevedia Mică; comuna Crevedia Mare         | Str. D.C.193, 139 44.4403°N 25.60719°E | 1844-1845, ref. 1931                                                        |                       | Raportează eroare |
| GR-II-m-B-14976                                     | Biserica „Sf. Împărați Constantin și Elena” | sat Cucuruzu; comuna Răsuceni                   | La cca. 200 m de DJ 503 A | 1830                                                                        | Încarcă foto \| video | Raportează eroare |
| GR-II-m-B-14977                                     | Școala veche | sat Cucuruzu; comuna Răsuceni                   | Lângă podul dinspre Giurgiu | 1880                                                                        | Încarcă foto \| video | Raportează eroare |
| GR-II-m-B-14978                                     | Biserica „Cuvioasa Paraschiva” | sat Daia; comuna Daia                           | În partea de V a satului | 1870                                                                        | Încarcă foto \| video | Raportează eroare |
| GR-II-m-B-14919                                     | Biserica „Cuvioasa Paraschiva” | sat Dărăști-Vlașca; comuna Adunații-Copăceni    | Str. Bisericii 15A, în fostul sat Pâslari | 1873                                                                        | Încarcă foto \| video | Raportează eroare |
| GR-II-m-B-14980                                     | Conacul Marmorosch-Blank, azi grădiniță | sat Dărăști-Vlașca; comuna Adunații-Copăceni    | 44.29069°N 26.00953°E | înc. sec. XX                                                                | Încarcă foto \| video | Raportează eroare |
| GR-II-m-B-14979 (RAN: 100807.02)                    | Biserica „Sf. Nicolae” | sat Dărăști-Vlașca; comuna Adunații-Copăceni    | DN412A vis a vis de Școala Generală | 1880                                                                        | Încarcă foto \| video | Raportează eroare |
| GR-II-m-B-14981                                     | Biserica „Sf. Nicolae” | sat Dimitrie Cantemir; comuna Izvoarele         | | 1879                                                                        | Încarcă foto \| video | Raportează eroare |
| GR-II-a-A-14982 (RAN: 105892.03)                    | Curtea lui Radu și Constantin Șerban | sat Dobreni; comuna Vărăști                     | La cca. 300 m de DJ 401 44.25455°N 26.21247°E | 1646                                                                        | Alte imagini          | Raportează eroare |
| GR-II-m-A-14982.01 (RAN: 105892.03.01)              | Ruinele caselor lui Radu și Constantin Șerban | sat Dobreni; comuna Vărăști                     | La cca. 300 m de DJ 401 | 1640                                                                        | Alte imagini          | Raportează eroare |
| GR-II-m-A-14982.02 (RAN: 105892.03.02)              | Biserica „Adormirea Maicii Domnului” | sat Dobreni; comuna Vărăști                     | La cca. 300 m de DJ 401 | 1646                                                                        | Încarcă foto \| video | Raportează eroare |
| GR-II-m-B-14983                                     | Conacul Mihail Kogălniceanu (ulterior Danil Danielopol) | sat Dobreni; comuna Vărăști                     | Pe DJ, spre localitatea Câmpurelu 44.25299°N 26.22061°E | 1900                                                                        | Încarcă foto \| video | Raportează eroare |
| GR-II-m-B-14984                                     | Biserica „Sf. Nicolae” | sat aparținător Drăgănescu; oraș Mihăilești     | Str. Abatorului 28 A | 1870                                                                        | Încarcă foto \| video | Raportează eroare |
| GR-II-m-B-14985 (RAN: 102810.01)                    | Biserica „Sf. Nicolae” | sat Florești; comuna Florești-Stoenești         | Str. Principală 353 | 1679-1715                                                                   |                       | Raportează eroare |
| GR-II-m-B-14986                                     | Conacul Djuvara | sat Florești; comuna Florești-Stoenești         | Str. Principală 1128 44.50842°N 25.69314°E | sec. XIX                                                                    |                       | Raportează eroare |
| GR-II-m-B-14987                                     | Biserica „Sf. Nicolae” | sat Frasinu; comuna Băneasa                     | DN41 | 1858                                                                        | Încarcă foto \| video | Raportează eroare |
| GR-II-m-B-14991                                     | Ruinele bisericii din Siliște-Frătești | sat Frătești; comuna Frătești                   | La 3 km N de sat | ante 1791                                                                   | Încarcă foto \| video | Raportează eroare |
| GR-II-m-B-14989                                     | Casa Marin Popescu, azi muzeu sătesc | sat Frătești; comuna Frătești                   | Str. Dăii f.n. | 1840                                                                        | Încarcă foto \| video | Raportează eroare |
| GR-II-m-B-14990                                     | Casa Marin Slăvuică | sat Frătești; comuna Frătești                   | Str. Școlii f.n. | 1850                                                                        | Încarcă foto \| video | Raportează eroare |
| GR-II-m-B-14988                                     | Biserica „Sf. Ecaterina” | sat Frătești; comuna Frătești                   | Str. Ulmului f.n. | 1880                                                                        | Încarcă foto \| video | Raportează eroare |
| GR-II-a-A-14992                                     | Fostul schit Strâmbul | sat Găiseni; comuna Găiseni                     | DJ 401 A | sec. XVI-XVII                                                               |                       | Raportează eroare |
| GR-II-m-A-14992.01                                  | Biserica „Sf. Nicolae” | sat Găiseni; comuna Găiseni                     | DJ 401 A | 1515, transf. sec. XVII și XVIII                                            |                       | Raportează eroare |
| GR-II-m-A-14992.02                                  | Ruinele clădirilor monahale | sat Găiseni; comuna Găiseni                     | DJ 401 A | sec. XVI-XVII                                                               | Încarcă foto \| video | Raportează eroare |
| GR-II-m-B-14993                                     | Biserica „Adormirea Maicii Domnului” | sat Găujani; comuna Găujani                     | Pe DN5, lângă Primărie | 1856                                                                        | Încarcă foto \| video | Raportează eroare |
| GR-II-m-B-14998                                     | Biserica „Sf. Nicolae” | sat Ghimpați; comuna Ghimpați                   | Str. Aleea Bisericii 7 în fostul sat Sălcioara | 1868                                                                        | Încarcă foto \| video | Raportează eroare |
| GR-II-m-B-14995                                     | Depozitul de tutun | sat Ghimpați; comuna Ghimpați                   | Str. Aleea Parcului 6, Giurgiu | 1880                                                                        | Încarcă foto \| video | Raportează eroare |
| GR-II-m-B-14994                                     | Biserica „Sf. Nicolae” | sat Ghimpați; comuna Ghimpați                   | Str. Sfatului 10 | 1866                                                                        | Încarcă foto \| video | Raportează eroare |
| GR-II-m-B-14996                                     | Școala veche | sat Ghimpați; comuna Ghimpați                   | Str. Unirii 32 | 1885                                                                        | Încarcă foto \| video | Raportează eroare |
| GR-II-m-B-14999                                     | Biserica „Sf. Gheorghe” | sat Ghizdaru; comuna Stănești                   | DC 118 | 1875                                                                        | Încarcă foto \| video | Raportează eroare |
| GR-II-m-B-15000                                     | Biserica „Sf. Treime” | sat Gogoșari; comuna Gogoșari                   | În partea de V a localității | 1894, ref. 1932                                                             | Încarcă foto \| video | Raportează eroare |
| GR-II-m-B-15001 (RAN: 101403.01)                    | Biserica „Nașterea Maicii Domnului” | sat Goleasca; comuna Bucșani                    | Str. Bisericii 79, în apropiereaconacului, școlii și primăriei | 1816                                                                        | Încarcă foto \| video | Raportează eroare |
| GR-II-m-B-15002                                     | Conacul Pascale Iagăr | sat Goleasca; comuna Bucșani                    | Str. Principală 67, vis a vis de școală și primărie 44.3543°N 25.58298°E | înc. sec. XX                                                                | Încarcă foto \| video | Raportează eroare |
| GR-II-m-B-15003                                     | Biserica „Sf. Arhangheli Mihail și Gavril” | sat Gorneni; comuna Iepurești                   | Str. Bisericii 7, la cca. 250 m de DN6, spre Bănești | 1825                                                                        | Încarcă foto \| video | Raportează eroare |
| GR-II-m-B-15005                                     | Biserica „Cuvioasa Paraschiva” | sat Gostinari; comuna Gostinari                 | Str. Bisericii 17 | 1857                                                                        | Încarcă foto \| video | Raportează eroare |
| GR-II-a-A-15004                                     | Ansamblul conacului Ștefan Bellu | sat Gostinari; comuna Gostinari                 | Str. Mănăstirii f.n. 44.1872°N 26.22308°E | sec. XVIII, ref. 1818                                                       | Alte imagini          | Raportează eroare |
| GR-II-m-A-15004.01                                  | Ruine conac | sat Gostinari; comuna Gostinari                 | Str. Mănăstirii f.n. | sec. XVIII, ref. 1818                                                       | Încarcă foto \| video | Raportează eroare |
| GR-II-m-A-15004.02                                  | Biserica „Sf. Nicolae” | sat Gostinari; comuna Gostinari                 | Str. Mănăstirii f.n. 44.18727°N 26.22307°E | sec. XVIII, ref. 1818                                                       | Alte imagini          | Raportează eroare |
| GR-II-m-A-15004.03                                  | Turn clopotniță | sat Gostinari; comuna Gostinari                 | Str. Mănăstirii f.n. | sec. XVIII, ref. 1818                                                       |                       | Raportează eroare |
| GR-II-m-A-15004.04                                  | Zid de incintă | sat Gostinari; comuna Gostinari                 | Str. Mănăstirii f.n. | sec. XVIII, ref. 1818                                                       | Încarcă foto \| video | Raportează eroare |
| GR-II-m-B-15006                                     | Conacul Oteteleșeanu | sat Grădinari; comuna Grădinari                 | Lângă podul peste Argeș 44.3972°N 25.82164°E | 1900-1916                                                                   |                       | Raportează eroare |
| GR-II-m-A-15007 (RAN: 102142.01)                    | Biserica „Adormirea Maicii Domnului” | sat Grădiștea; comuna Comana                    | Str. Principală 483, la ieșirea din sat spre Mogoșești, pe „Coasta bisericii” | 1657                                                                        | Încarcă foto \| video | Raportează eroare |
| GR-II-m-B-15008                                     | Conacul Grădișteanu, azi unitate S.R.I. | sat Grădiștea; comuna Comana                    | Str. Principală 482, lângă biserica „Adormirea Maicii Domnului” 44.22158°N 26.15182°E | înc. sec. XX                                                                | Încarcă foto \| video | Raportează eroare |
| GR-II-m-B-15009                                     | Biserica „Sf. 40 de Mucenici” | sat Greaca; comuna Greaca                       | Str. Valea Bisericii 1, la intersecția DN41 cu DC | 1907                                                                        | Încarcă foto \| video | Raportează eroare |
| GR-II-m-B-15010                                     | Biserica din cimitir | sat Greaca; comuna Greaca                       | Str. Cimitirului 21, în partea de N a localității | 1888                                                                        | Încarcă foto \| video | Raportează eroare |
| GR-II-m-B-15011                                     | Conacul Gorski, azi Stațiune viniviticolă | sat Greaca; comuna Greaca                       | Str. Gorski 15, în partea de S alocalității 44.10679°N 26.33984°E | 1900-1916                                                                   | Încarcă foto \| video | Raportează eroare |
| GR-II-m-B-15012                                     | Școala veche, azi grădiniță | sat Greaca; comuna Greaca                       | Str. Principală 121, la 200 m de Primărie | 1887                                                                        | Încarcă foto \| video | Raportează eroare |
| GR-II-m-B-15015                                     | Conacul Stolojan | sat Herăști; comuna Herăști                     | DJ 401A, lângă podul peste Argeș 44.21238°N 26.36178°E | 1900                                                                        | Încarcă foto \| video | Raportează eroare |
| GR-II-a-A-15013                                     | Curtea familiei Năsturel Herescu | sat Herăști; comuna Herăști                     | Str. Obrenovici Milos 32 44.20989°N 26.36323°E | sec. XVII, ref. 1833                                                        | Alte imagini          | Raportează eroare |
| GR-II-m-A-15013.01                                  | Casa familiei Năsturel Herescu | sat Herăști; comuna Herăști                     | Str. Obrenovici Milos 32 44.21063°N 26.36135°E | 1640-1642, ref. 1833                                                        | Alte imagini          | Raportează eroare |
| GR-II-m-A-15013.02                                  | Biserica „Sf. Treime”, „Sf. Arhangheli Mihail și Gavril” | sat Herăști; comuna Herăști                     | Str. Obrenovici Milos 34 | 1644, ref. 1833                                                             | Alte imagini          | Raportează eroare |
| GR-II-a-B-15014                                     | Curtea Stolojan | sat Herăști; comuna Herăști                     | Str. Obrenovici Milos 32, în colțul SV al Curții Năsturel Herescu 44.21084°N 26.36266°E | sec. XIX                                                                    | Încarcă foto \| video | Raportează eroare |
| GR-II-m-B-15014.01                                  | Casa Stolojan | sat Herăști; comuna Herăști                     | Str. Obrenovici Milos 32, în colțul SV al Curții Năsturel Herescu | sec. XIX                                                                    | Încarcă foto \| video | Raportează eroare |
| GR-II-m-B-15014.02                                  | Anexe | sat Herăști; comuna Herăști                     | Str. Obrenovici Milos 32, în colțul SV al Curții Năsturel Herescu | sec. XIX                                                                    | Încarcă foto \| video | Raportează eroare |
| GR-II-m-B-15016                                     | Biserica „Sf. Gheorghe” | sat Hobaia; comuna Ogrezeni                     | Str. Principală 206, în partea de SV a localității | 1830                                                                        | Încarcă foto \| video | Raportează eroare |
| GR-II-m-B-15017                                     | Biserica „Sf. Nicolae” | sat Hodivoaia; comuna Putineiu                  | În partea de sud-vest a localității, la cca. 400 m de DJ 504 | 1880                                                                        | Încarcă foto \| video | Raportează eroare |
| GR-II-m-B-15018                                     | Biserica „Sf. Voievozi” („Sf. Arhangheli Mihail și Gavril”) | sat Hulubești; comuna Călugăreni                | În partea de V a localității | 1840-1842                                                                   | Încarcă foto \| video | Raportează eroare |
| GR-II-m-B-15019 (RAN: 101706.02)                    | Ruine beci | sat Hulubești; comuna Călugăreni                | „La Beci”, la NE de sat, pe terasa Neajlovului | sec. XVIII-XIX                                                              | Încarcă foto \| video | Raportează eroare |
| GR-II-m-B-15020 (RAN: 103700.01)                    | Biserica „Sf. Nicolae” | sat Iepurești; comuna Iepurești                 | Str. Eminescu Mihai 563, lângă Primărie | 1790, ref. 1827                                                             | Încarcă foto \| video | Raportează eroare |
| GR-II-m-B-15022                                     | Biserica „Cuvioasa Paraschiva” | sat Izvoarele; comuna Izvoarele                 | Pe DJ 503 A | 1890                                                                        | Încarcă foto \| video | Raportează eroare |
| GR-II-m-B-15024                                     | Biserica „Sf. Treime” | sat Izvoru; comuna Vânătorii Mici               | Pe DN61, la 200 m de spital | 1882                                                                        | Încarcă foto \| video | Raportează eroare |
| GR-II-m-B-15025                                     | Conac, azi Spital de pneumoftiziologie | sat Izvoru; comuna Vânătorii Mici               | Pe DN61, la 1 km de intrarea dinspre Giurgiu 44.4885°N 25.56624°E | sec. XIX                                                                    | Încarcă foto \| video | Raportează eroare |
| GR-II-m-B-15023                                     | Biserica „Sf. Nicolae” | sat Izvoru; comuna Gogoșari                     | Str. Școlii f.n. | 1886                                                                        | Încarcă foto \| video | Raportează eroare |
| GR-II-m-B-15026                                     | Biserica „Sf. Nicolae”, „Sf. 40 de Mucenici” | sat Joița; comuna Joița                         | Str. Bisericii (DJ 602) 29 | 1859                                                                        | Încarcă foto \| video | Raportează eroare |
| GR-II-m-B-15027                                     | Pavilionul administrativ ARCUDA | sat Joița; comuna Joița                         | Calea București (DJ 601 A) 10 | 1900                                                                        | Încarcă foto \| video | Raportează eroare |
| GR-II-m-B-15028                                     | Biserica „Sf. Constantin și Elena”-a Mitropolitului Nifon | sat Letca Nouă; comuna Letca Nouă               | Lângă primărie | 1860                                                                        | Încarcă foto \| video | Raportează eroare |
| GR-II-m-B-15029                                     | Biserica „Sf. Constantin și Elena” | sat Letca Veche; comuna Letca Nouă              | Pe DJ 601 D, în partea de E a localității | 1880                                                                        | Încarcă foto \| video | Raportează eroare |
| GR-II-m-B-15030                                     | Biserica „Sf. Ioan Botezătorul”, „Sf. 40 de Mucenici” | sat Malu; comuna Malu                           | La 50 m de DN5 | 1844                                                                        | Încarcă foto \| video | Raportează eroare |
| GR-II-m-B-15031                                     | Biserica „Adormirea Maicii Domnului”, „Sf. Martiri Brâncoveni” | sat aparținător Malu Spart; oraș Bolintin Vale  | 244 C | 1841-1843                                                                   | Încarcă foto \| video | Raportează eroare |
| GR-II-m-B-15032                                     | Biserica „Sf. Nicolae” | sat Mârșa; comuna Mârșa                         | Str. Principală 197 | 1890                                                                        |                       | Raportează eroare |
| GR-II-m-B-15034                                     | Conacul Dr. Lazarovici | sat Mârșa; comuna Mârșa                         | Str. Principală 180, spre satul Ciupagea 44.36597°N 25.56481°E | sec. XIX                                                                    | Încarcă foto \| video | Raportează eroare |
| GR-II-m-B-15035                                     | Biserica „Cuvioasa Paraschiva” | sat Mihai Bravu; comuna Mihai Bravu             | Str. Principală | 1884                                                                        | Încarcă foto \| video | Raportează eroare |
| GR-II-m-B-15037                                     | Conacul Călinescu | oraș Mihăilești                                 | Str. Călinescu Petre, ing. 8 44.32425°N 25.91488°E | înc. sec. XX                                                                | Încarcă foto \| video | Raportează eroare |
| GR-II-m-A-15036 (RAN: 104145.02)                    | Biserica „Sf. Voievozi” („Sf. Arhangheli Mihail și Gavril”) | oraș Mihăilești                                 | Str. Vișinilor 8, în fostul sat Tufa-Costieni | 1714                                                                        | Încarcă foto \| video | Raportează eroare |
| GR-II-m-B-15038                                     | Biserica „Sf. Gheorghe” | sat Mirău; comuna Stoenești                     | Str. Bisericii 3, în partea de S a localității | 1863                                                                        | Încarcă foto \| video | Raportează eroare |
| GR-II-m-A-15039                                     | Biserica „Sf. Nicolae” | sat Mironești; comuna Gostinari                 | Str. Principală f.n. 44.1728°N 26.2481°E | 1668                                                                        |                       | Raportează eroare |
| GR-II-a-A-15040 (RAN: 103390.10)                    | Ruinele curții lui Radu Șerban | sat Mironești; comuna Gostinari                 | Str. Principală, la 50 m de biserică, pe malul Argeșului | înc. sec. XVII                                                              | Încarcă foto \| video | Raportează eroare |
| GR-II-m-B-15042                                     | Spital | sat Mogoșești; comuna Adunații-Copăceni         | Str. Victoriei 31, pe DN5A | înc. sec. XX                                                                | Încarcă foto \| video | Raportează eroare |
| GR-II-m-B-15041                                     | Biserica „Sf. Constantin și Elena” | sat Mogoșești; comuna Adunații-Copăceni         | Str. Duzilor 42 | 1823-1825                                                                   | Încarcă foto \| video | Raportează eroare |
| GR-II-m-B-15044                                     | Biserica „Sf. Gheorghe” | sat Naipu; comuna Ghimpați                      | Str. Mereni 19 | 1931                                                                        | Încarcă foto \| video | Raportează eroare |
| GR-II-m-B-15043                                     | Casă | sat Naipu; comuna Ghimpați                      | Str. Pachide Costache 6 | 1925-1930                                                                   | Încarcă foto \| video | Raportează eroare |
| GR-II-m-B-15045                                     | Biserica „Adormirea Maicii Domnului” - a fostului schit Babele | sat Neajlovu; comuna Clejani                    | Str. Meșteșugarilor 1, în partea de NV a localității, pe terasa Neajlovului | 1799, ref. 1868                                                             | Încarcă foto \| video | Raportează eroare |
| GR-II-m-A-15046                                     | Biserica „Adormirea Maicii Domnului” | sat aparținător Novaci; oraș Mihăilești         | Pe DS 522, în partea de NV a localității 44.30355°N 25.98333°E | sec. XVIII                                                                  | Alte imagini          | Raportează eroare |
| GR-II-m-B-15048                                     | Casa Maria Călin | sat aparținător Novaci; oraș Mihăilești         | 201 | 1920                                                                        | Încarcă foto \| video | Raportează eroare |
| GR-II-m-B-15049                                     | Casa Marin Matei | sat aparținător Novaci; oraș Mihăilești         | 525 | 1927                                                                        | Încarcă foto \| video | Raportează eroare |
| GR-II-m-B-15047                                     | Casa Maria State | sat aparținător Novaci; oraș Mihăilești         | 565 | 1931                                                                        | Încarcă foto \| video | Raportează eroare |
| GR-II-m-B-15050                                     | Biserica „Adormirea Maicii Domnului” | sat Obedeni; comuna Bucșani                     | Str. Principală 19 | 1839                                                                        | Alte imagini          | Raportează eroare |
| GR-II-m-B-15051                                     | Biserica „Adormirea Maicii Domnului” și „Sf. Mc. Emilian de la Durostorum”                                                                                             | sat Ogrezeni; comuna Ogrezeni                   | Str. Bisericii 601, în partea de N a satului | 1858, reconstruită 1969-1972                                                |                       | Raportează eroare |
| GR-II-m-B-15052                                     | Biserica „Adormirea Maicii Domnului” | sat Oinacu; comuna Oinacu                       | DC 94 69, la 100 m de Primărie | 1844-1846                                                                   | Încarcă foto \| video | Raportează eroare |
| GR-II-m-B-15053                                     | Biserica „Sf. Voievozi” („Sf. Arhangheli Mihail și Gavril”) | sat Oncești; comuna Stănești                    | Str. Bisericii 10 | 1907-1912                                                                   | Încarcă foto \| video | Raportează eroare |
| GR-II-m-B-15055                                     | Casa Nicolae Marin | sat Palanca; comuna Florești-Stoenești          | Str. Biserica Veche 9-11, lângă Biserica „Sfinții Voievozi” | înc. sec. XX                                                                | Încarcă foto \| video | Raportează eroare |
| GR-II-m-B-15054                                     | Biserica „Sf. Voievozi” | sat Palanca; comuna Florești-Stoenești          | Str. Biserica Veche 15 44.47442°N 25.72419°E | 1800-1801                                                                   |                       | Raportează eroare |
| GR-II-m-B-15056                                     | Casa Mavrache, azi complex sericicol | sat Palanca; comuna Florești-Stoenești          | Str. Eftimiu 18 44.46888°N 25.72065°E | sec. XIX                                                                    |                       | Raportează eroare |
| GR-II-m-B-15057                                     | Biserica „Adormirea Maicii Domnului” | sat Pădureni; comuna Buturugeni                 | Str. Bisericii 36 44.35166°N 25.80611°E | 1827                                                                        |                       | Raportează eroare |
| GR-II-m-B-15058                                     | Biserica „Sf. Nicolae” | sat Petru Rareș; comuna Izvoarele               | Pe DC, la 50 m de școală | 1885, ref. 1938                                                             | Încarcă foto \| video | Raportează eroare |
| GR-II-m-B-15059                                     | Biserica „Adormirea Maicii Domnului” | sat Pietrele; comuna Băneasa                    | La ieșirea din sat spre Puieni | 1865                                                                        | Încarcă foto \| video | Raportează eroare |
| GR-II-m-B-15060                                     | Biserica „Cuvioasa Paraschiva” | sat Pietrișu; comuna Găujani                    | În centru, la 10 m de DN5 | 1882                                                                        | Încarcă foto \| video | Raportează eroare |
| GR-II-m-B-15061 (RAN: 105696.01)                    | Biserica „Sf. M. Ierarh Nicolae” | sat Poenari; comuna Ulmi                        | În centrul localității 44.47159°N 25.76684°E | 1813                                                                        |                       | Raportează eroare |
| GR-II-m-A-15063 (RAN: 104172.03)                    | Biserica „Sf. Treime” | sat aparținător Popești; oraș Mihăilești        | „La Nucet”, în partea de N a satului | 1688-1689                                                                   | Încarcă foto \| video | Raportează eroare |
| GR-II-m-B-15064                                     | Școala veche, azi grădiniță | sat aparținător Popești; oraș Mihăilești        | În zona de N a satului | 1900                                                                        | Încarcă foto \| video | Raportează eroare |
| GR-II-m-B-15065                                     | Biserica „Sf. M. Mc. Dimitrie” | sat Puieni; comuna Prundu                       | Str. Principală f.n., „Dealul Neamțului”, în partea de NE a localității | 1859                                                                        | Încarcă foto \| video | Raportează eroare |
| GR-II-m-B-15066                                     | Biserica „Sf. Ioan Botezătorul” | sat Putineiu; comuna Putineiu                   | În partea de SValocalității | 1835, ref. 1879                                                             | Încarcă foto \| video | Raportează eroare |
| GR-II-m-B-15067                                     | Biserica „Sf. Nicolae” | sat Rălești; comuna Gogoșari                    | Pe Dc 120, zona centrală | 1922                                                                        | Încarcă foto \| video | Raportează eroare |
| GR-II-m-B-15068                                     | Biserica „Adormirea Maicii Domnului” | sat Răsuceni; comuna Răsuceni                   | În fostul sat Răsucenii de Jos | 1883                                                                        | Încarcă foto \| video | Raportează eroare |
| GR-II-m-B-15069                                     | Biserica „Sf. Nicolae” | sat Răsuceni; comuna Răsuceni                   | În fostul sat Răsucenii de Sus | 1876                                                                        | Încarcă foto \| video | Raportează eroare |
| GR-II-m-B-15070                                     | Conacul Ion Barbu Arion, fostă Primărie | sat Răsuceni; comuna Răsuceni                   | Pe DJ 503 A, lângă Poliție 44.09315°N 25.66989°E | 1900                                                                        | Încarcă foto \| video | Raportează eroare |
| GR-II-m-A-15073 (RAN: 104877.01)                    | Biserica „Adormirea Maicii Domnului” - Sadina, a fostului schit Roata                                                                                                  | sat Roata de Jos; comuna Roata de Jos           | Str. Petrolistului 5, în fostul sat Roata Cătunu 44.41131°N 25.53157°E | 1668                                                                        |                       | Raportează eroare |
| GR-II-m-B-15072                                     | Biserica „Sf. Nicolae” - Zgaia | sat Roata de Jos; comuna Roata de Jos           | Str. Principală 19 44.40278°N 25.53638°E | 1912                                                                        |                       | Raportează eroare |
| GR-II-m-B-15074                                     | Biserica „Sf. Ioan Botezătorul” | sat Schitu; comuna Schitu                       | Fundătura Nalbei 8, lângă DN5B | 1857                                                                        | Încarcă foto \| video | Raportează eroare |
| GR-II-m-B-15075                                     | Școala veche | sat Schitu; comuna Schitu                       | Șos. Giurgiului 68, lângă fostul Cămin cultural | 1900                                                                        | Încarcă foto \| video | Raportează eroare |
| GR-II-m-B-15076                                     | Biserica „Sf. Constantin și Elena” | sat Singureni; comuna Singureni                 | Str. Bisericii 1128, la 50 m de conacul Nicu Cantacuzino | 1854                                                                        | Încarcă foto \| video | Raportează eroare |
| GR-II-m-B-15077                                     | Conacul Nicu Cantacuzino | sat Singureni; comuna Singureni                 | Str. Bisericii 1163, pe DJ 411, spre Iepurești 44.2312°N 25.94691°E | 1840-1866                                                                   | Încarcă foto \| video | Raportează eroare |
| GR-II-m-B-15078                                     | Conacul Mociornița | sat Singureni; comuna Singureni                 | Str. Palatului 929, pe DJ 411, spre Iepurești, pe malul râului Neajlov 44.23299°N 25.94044°E | 1920-1930                                                                   |                       | Raportează eroare |
| GR-II-m-B-15079                                     | Spital | sat Singureni; comuna Singureni                 | Str. Spitalului 644, pe DJ 411, la ieșirea din localitate către Crânguri | 1910                                                                        | Încarcă foto \| video | Raportează eroare |
| GR-II-m-B-15080                                     | Conac, azi sediu Societate Agricolă | sat Singureni; comuna Singureni                 | Str. Agricultorilor 899, la ieșirea spre Adunații Copăceni 44.23456°N 25.94487°E | 1850                                                                        | Încarcă foto \| video | Raportează eroare |
| GR-II-m-B-15081                                     | Biserica „Sf. Gheorghe” | sat Slobozia; comuna Slobozia                   | Pe DN5 | 1864                                                                        | Încarcă foto \| video | Raportează eroare |
| GR-II-m-B-15082                                     | Biserica „Nașterea Maicii Domnului” - parohia I | sat Stănești; comuna Stănești                   | Str. Scurtă 5, pe DC 117, lângă dispensar | 1862                                                                        | Încarcă foto \| video | Raportează eroare |
| GR-II-m-B-15083                                     | Biserica „Sf. Nicolae”-parohia II | sat Stănești; comuna Stănești                   | Str. Principală 68, pe DC 117, lângă școală | 1863                                                                        | Încarcă foto \| video | Raportează eroare |
| GR-II-m-B-15084 (RAN: 105133.01)                    | Biserica „Sf. Constantin și Elena” | sat Stejaru; comuna Singureni                   | Str. Trandafirului 1420, în partea de V a localității | prima jum. a sec. XVIII                                                     | Încarcă foto \| video | Raportează eroare |
| GR-II-m-B-15087                                     | Biserica „Sf. Cuvioasa Paraschiva”, „Sf. Nicolae” | sat Stoenești; comuna Stoenești                 | Str. Principală 74, pe DJ 603 | 1838                                                                        | Încarcă foto \| video | Raportează eroare |
| GR-II-m-A-15085 (RAN: 102801.03)                    | Conacul Drugănescu (ulterior Târnoveanu-Știrbei) | sat Stoenești; comuna Florești-Stoenești        | Str. Punții 2 | 1731-1735, ref. 1940-1941                                                   | Încarcă foto \| video | Raportează eroare |
| GR-II-m-A-15086 (RAN: 102801.02)                    | Biserica „Buna Vestire”-Drugănești | sat Stoenești; comuna Florești-Stoenești        | Str. Drugănescu Gavril 12 44.484°N 25.71393°E | 1723                                                                        |                       | Raportează eroare |
| GR-II-m-B-15088                                     | Biserica „Sf. Treime” | sat Tântava; comuna Grădinari                   | Pe DJ 401 A | 1877                                                                        | Încarcă foto \| video | Raportează eroare |
| GR-II-m-B-15089 (RAN: 154727.01)                    | Biserica de lemn „Sf. Ecaterina” | sat Tomulești; comuna Toporu                    | Str. Bisericii 342bis, în fostul sat Trestenicu | 1840                                                                        | Încarcă foto \| video | Raportează eroare |
| GR-II-m-B-15090                                     | Conacul Noica, ulterior sediu I.A.S. | sat Toporu; comuna Toporu                       | Str. Gării 837 44.01425°N 25.65234°E | înc. sec. XX                                                                | Încarcă foto \| video | Raportează eroare |
| GR-II-m-B-15062                                     | Conacul Butculescu (ulterior Drăgănescu și Poenărescu) | sat Ulmi; comuna Ulmi                           | | 1900                                                                        | Încarcă foto \| video | Raportează eroare |
| GR-II-m-B-15091                                     | Spital | sat Vadu Lat; comuna Bucșani                    | Str. Principală 82 44.34222°N 25.67422°E | 1897                                                                        | Alte imagini          | Raportează eroare |
| GR-II-m-B-15092                                     | Conacul Radu Iliescu | sat Vadu Lat; comuna Bucșani                    | Str. Principală 90 44.34185°N 25.67597°E | 1900                                                                        |                       | Raportează eroare |
| GR-II-m-B-15093                                     | Conacul Iova Ghiuresici | sat Vadu Lat; comuna Bucșani                    | Str. Principală 79 44.34185°N 25.67597°E | sec. XIX                                                                    | Alte imagini          | Raportează eroare |
| GR-II-m-B-15094                                     | Biserica „Sf. Voievozi” („Sf. Arhangheli Mihail și Gavril”) | sat Valea Bujorului; comuna Izvoarele           | Pe DJ 505 | 1850                                                                        | Încarcă foto \| video | Raportează eroare |
| GR-II-m-B-15095                                     | Biserica „Sf. M. Mc. Dimitrie” | sat Valea Dragului; comuna Valea Dragului       | | 1880                                                                        | Încarcă foto \| video | Raportează eroare |
| GR-II-m-B-15096                                     | Școala veche, azi grădiniță | sat Valea Dragului; comuna Valea Dragului       | La cca. 500 m de biserică | 1900                                                                        | Încarcă foto \| video | Raportează eroare |
| GR-II-m-B-15097                                     | Primăria veche | sat Valea Dragului; comuna Valea Dragului       | La cca. 200 m de biserică, lângă școală | 1900                                                                        | Încarcă foto \| video | Raportează eroare |
| GR-II-m-B-15098 (RAN: 103274.01)                    | Biserica „Sf. Voievozi Mihail și Gavril” | sat Valea Plopilor; comuna Ghimpați             | Str. Castelului 1 | 1820                                                                        | Încarcă foto \| video | Raportează eroare |
| GR-II-m-B-15099 (RAN: 105883.05)                    | Biserica „Sf. Nicolae, Grigore și Visarion”, „Adormirea Maicii Domnului”                                                                                               | sat Vărăști; comuna Vărăști                     | Str. Principală 373, în fostul sat Vărăștii de Sus (cartier Obedeni) | 1817                                                                        |                       | Raportează eroare |
| GR-II-m-B-15100                                     | Biserica „Sf. Gheorghe” | sat Vânătorii Mari; comuna Vânătorii Mici       | La 1,5 km de DN61 | 1842-1847                                                                   | Încarcă foto \| video | Raportează eroare |
| GR-II-m-B-15101                                     | Biserica „Sf. Pantelimon” | sat Vedea; comuna Vedea                         | Str. Arsache 254 43.77883°N 25.78657°E | 1845                                                                        |                       | Raportează eroare |
| GR-II-m-B-15102                                     | Conacul Apostol Arsache, azi Primăria | sat Vedea; comuna Vedea                         | Str. Arsache 130, lângă școalagenerală și poliție 43.77874°N 25.7865°E | sec. XIX                                                                    |                       | Raportează eroare |
| GR-III-m-B-15103                                    | Bustul lui Mihai Eminescu | municipiul Giurgiu                              | Parcul Alei | 1938                                                                        |                       | Raportează eroare |
| GR-III-a-B-15104                                    | Aleea Eroilor (1877-1878) - 23 de busturi și placa comemorativă | municipiul Giurgiu                              | Parcul Alei | 1977                                                                        |                       | Raportează eroare |
| GR-III-m-B-15105                                    | Bustul lui Aristide Paulopoulo | municipiul Giurgiu                              | Str. Berthelot Henri M., general, colț cu str. Parcului | 1920                                                                        |                       | Raportează eroare |
| GR-III-m-B-15106                                    | Bustul lui Nicolae Iorga | municipiul Giurgiu                              | Bd. București, colț cu str. Barcian Droc Nicolae, prof. | 1995                                                                        | Încarcă foto \| video | Raportează eroare |
| GR-III-m-B-15107                                    | Statuia lui Vlad Țepeș | municipiul Giurgiu                              | Bd. București, colț cu str. Independenței | 1976                                                                        |                       | Raportează eroare |
| GR-III-m-B-15108                                    | Statuia „Triumf” | municipiul Giurgiu                              | Bd. București, colț cu șos. Prieteniei | mijl. sec. XX                                                               | Încarcă foto \| video | Raportează eroare |
| GR-III-m-A-15109                                    | Statuia „Diana” | municipiul Giurgiu                              | Piața Gării | sec. XIX                                                                    |                       | Raportează eroare |
| GR-III-m-A-15110                                    | Statuia „Apollo Belvedere” | municipiul Giurgiu                              | Str. Parcului, colț cu str. Călugăreni | sec. XIX                                                                    |                       | Raportează eroare |
| GR-III-m-A-15111                                    | Bustul lui Dimitrie Bolintineanu | oraș Bolintin Vale                              | Str. Republicii, în curtea bisericii 44.44624°N 25.75728°E | mijl. sec. XX                                                               |                       | Raportează eroare |
| GR-III-m-A-15112                                    | Basoreliefuri din bronz pe podul de pe Neajlov | sat Călugăreni; comuna Călugăreni               | Pe podul de peste Neajlov, azi la Muzeul județean „Teoharie Antonescu” | mijl. sec. XX                                                               | Încarcă foto \| video | Raportează eroare |
| GR-III-m-B-15113                                    | Obeliscul comemorativ al lui Mihai Viteazul | sat Crucea de Piatră; comuna Călugăreni         | DN5 | 1901                                                                        | Încarcă foto \| video | Raportează eroare |
| GR-IV-a-B-15114                                     | Cimitir cu cruci de piatră | sat Dărăști-Vlașca; comuna Adunații Copăceni    | Str. Bisericii 15A, în fostul sat Pâslari | a doua jum. a sec. XIX                                                      | Încarcă foto \| video | Raportează eroare |
| GR-IV-m-B-15115                                     | Cavoul familiei Băleanu | sat Bolintin-Deal; comuna Bolintin-Deal         | Bd. Muncii 14, în curtea bisericii |                                                                             | Încarcă foto \| video | Raportează eroare |
| GR-IV-a-B-15116                                     | Cimitir cu cruci de piatră | sat Călugăreni; comuna Călugăreni               | În curtea bisericii de lemn | sec. XVIII-XIX                                                              | Încarcă foto \| video | Raportează eroare |
| GR-IV-m-B-15117                                     | Cripta maiorului Mișa Anastasievici | sat Clejani; comuna Clejani                     | În pronaosul bisericii „Sf. Arhanghel Mihail” | 1885                                                                        | Încarcă foto \| video | Raportează eroare |
| GR-IV-a-B-14963                                     | Monumente funerare ale unor familii de sârbi | sat Clejani; comuna Clejani                     | Aleea Bisericii 3, în curtea bisericii „Sf. Arhanghel Mihail” | sec. XIX                                                                    | Încarcă foto \| video | Raportează eroare |
| GR-IV-m-B-15118                                     | Crucea Grânarilor | sat Crucea de Piatră; comuna Călugăreni         | Lângă biserică | 1878                                                                        | Încarcă foto \| video | Raportează eroare |
| GR-IV-m-A-15119                                     | Crucea lui Mihai Viteazul | sat Crucea de Piatră; comuna Călugăreni         | 5, La cca. 1 km E față de DN5 | 1912-1913 Oscar Späthe                                                      | Încarcă foto \| video | Raportează eroare |
| GR-IV-a-A-15120                                     | Ansamblul comemorativ | sat Crucea de Piatră; comuna Călugăreni         | Pe DN5, vis-a-vis de biserică | 1682, capela cca. 1845                                                      | Încarcă foto \| video | Raportează eroare |
| GR-IV-m-A-15120.01                                  | Crucea lui Șerban Cantacuzino | sat Crucea de Piatră; comuna Călugăreni         | Pe DN5, vis-a-vis de biserică | 1682                                                                        | Încarcă foto \| video | Raportează eroare |
| GR-IV-m-A-15120.02                                  | Capela | sat Crucea de Piatră; comuna Călugăreni         | Pe DN5, vis-a-vis de biserică | 1845                                                                        | Încarcă foto \| video | Raportează eroare |
| GR-IV-a-B-15127                                     | Cimitirul vechi, cu cruci de piatră | sat Cucuruzu; comuna Răsuceni                   | „La Ostrov” | sec. XVIII-XIX                                                              | Încarcă foto \| video | Raportează eroare |
| GR-IV-m-B-15121                                     | Cruce comemorativă | sat Greaca; comuna Greaca                       | Str. Valea Bisericii 1, în incinta bisericii „Sf. 40 de Mucenici” | 1934                                                                        | Încarcă foto \| video | Raportează eroare |
| GR-IV-m-A-15122                                     | Monumentul funerar al familiei Năsturel Herescu | sat Herăști; comuna Herăști                     | Str. Obrenovici Milos 34, în pridvorul bisericii „Sf. Treime”, „Sf. Arhangheli Mihail și Gavril”, strămutat de la biserica „Sf. Vineri” din București                                            | sec. XIX, strămutat 1987                                                    | Încarcă foto \| video | Raportează eroare |
| GR-IV-m-B-15123                                     | Monumentul funerar al lui Milan Obrenovici | sat Herăști; comuna Herăști                     | Str. Obrenovici Milos 34, în curtea bisericii „Sf. Treime”, „Sf. Arhangheli Mihail și Gavril” | 1814                                                                        | Încarcă foto \| video | Raportează eroare |
| GR-IV-m-A-15124                                     | Cruce de piatră | sat Mironești; comuna Gostinari                 | În curtea bisericii | sec. XVII                                                                   | Încarcă foto \| video | Raportează eroare |
| GR-IV-a-B-15125                                     | Cruci de piatră | sat Mogoșești; comuna Adunații-Copăceni         | Str. Duzilor 42, în curtea bisericii „Sf. Constantin și Elena” | sec. XVIII-XIX                                                              | Încarcă foto \| video | Raportează eroare |
| GR-IV-m-A-15126                                     | Crucea „de la Haltă” - limita raialei Giurgiu | sat Oncești; comuna Stănești                    | Lângă halta CFR | sec. XVII                                                                   | Încarcă foto \| video | Raportează eroare |
| GR-IV-a-B-15128                                     | Cimitir cu cruci de piatră | sat Schitu; comuna Schitu                       | Fundătura Nalbei 8 | sec. XIX                                                                    | Încarcă foto \| video | Raportează eroare |
| GR-IV-m-B-15128.01                                  | Monumentele funerare ale familiei Pangal | sat Schitu; comuna Schitu                       | Fundătura Nalbei 8 | sec. XIX                                                                    | Încarcă foto \| video | Raportează eroare |
| GR-IV-m-B-15128.02                                  | Cruci de piatră | sat Schitu; comuna Schitu                       | Fundătura Nalbei 8, în curtea bisericii „Sf. Ioan Botezătorul” | sec. XIX                                                                    | Încarcă foto \| video | Raportează eroare |
| GR-IV-m-B-15129                                     | Monumentul funerar State Tomulescu | sat Tomulești; comuna Toporu                    | În cimitirul vechi | 1863                                                                        | Încarcă foto \| video | Raportează eroare |